# Franz Joseph I al Austriei
Franz Joseph I sau Franz Iosif I (în germană Franz Joseph Karl pronunție în germană [fʁants ˈjoːzɛf ˈkaʁl]; în maghiară Ferenc József Károly pronunție în maghiară [ˈfɛrɛnt͡s ˈjoːʒɛf ˈkaːroj]; italiană Francesco Giuseppe I; n. 18 august 1830, Hietzing, Viena, Imperiul Austriac – d. 21 noiembrie 1916, Hietzing, Viena, Austro-Ungaria) a fost Împărat al Austriei, Rege al Ungariei și conducător al celorlalte state ale Monarhiei Habsburgice din 1848 până la moartea sa în anul 1916. În prima parte a domniei sale, teritoriile și domeniile sale erau cunoscute sub numele de Imperiul Austriac, dar au fost reorganizate ca monarhie duală a Austro-Ungariei în anul 1867. Din data de 1 mai 1850 până pe 24 august 1866, a fost și președinte al Confederației Germane.
În luna decembrie a anului 1848, unchiul lui Franz Joseph, împăratul Ferdinand I, a abdicat de la tron la Olomouc, ca parte a planului prim-ministrului Felix zu Schwarzenberg de a încheia Revoluția Maghiară din 1848. Franz Joseph a urcat apoi pe tron. În anul 1854, s-a căsătorit cu verișoara sa primară, Elisabeta de Bavaria, cu care a avut patru copii: Sofia, Gisela, Rudolf și Marie Valerie. Considerat în mare parte un reacționar, Franz Joseph și-a petrecut prima parte a domniei rezistând constituționalismului în domeniile sale. Imperiul Austriac a fost forțat să cedeze influența sa asupra Toscanei și cea mai mare parte a pretențiilor sale asupra Lombardiei-Veneției în favoarea Regatului Sardiniei, după Al Doilea Război Italian de Independență din anul 1859 și Al Treilea Război Italian de Independență din 1866. Deși Franz Joseph nu a cedat niciun teritoriu Regatului Prusiei după înfrângerea austriacă în Războiul Austro-Prusac, Pacea de la Praga (23 august 1866) a rezolvat Problema Germană în favoarea Prusiei, împiedicând Unificarea Germaniei să se realizeze sub Casa de Habsburg.
Franz Joseph a fost preocupat de naționalism pe tot parcursul domniei sale. A încheiat Compromisul Austro-Ungar din 1867, care a acordat Ungariei o autonomie mai mare și a creat monarhia duală a Austro-Ungariei. A condus în pace următorii 45 de ani, dar a suferit personal tragediile executării fratelui său, împăratul Maximilian I al Mexicului, în 1867, sinuciderea fiului său Rudolf în 1889 și asasinarea soției sale, Elisabeta, în 1898, precum și a nepotului său și moștenitorului prezumtiv, Arhiducele Franz Ferdinand, în anul 1914.
După Războiul Austro-Prusac, Austro-Ungaria și-a îndreptat atenția către Balcani, care era un punct fierbinte al tensiunii internaționale din cauza intereselor contradictorii ale Austriei nu doar cu Imperiul Otoman, ci și cu Imperiul Rus. Criza Bosniei a fost rezultatul anexării de către Franz Joseph în 1908 a Bosniei și Herțegovinei, care era deja ocupat de trupele sale încă din Congresul de la Berlin (1878). Pe 28 iunie 1914, asasinarea Arhiducele Franz Ferdinand în Sarajevo a dus la declararea războiului de către Austro-Ungaria împotriva Regatul Serbiei, care era aliat al Imperiului Rus. Acest lucru a activat un sistem de alianțe care au declarat război una alteia, rezultând în Primul Război Mondial. Franz Joseph a murit în 1916, după ce a condus domeniile sale timp de aproape 68 de ani. A fost succedat de strănepotul său, Carol I & IV.

## Tinerețe

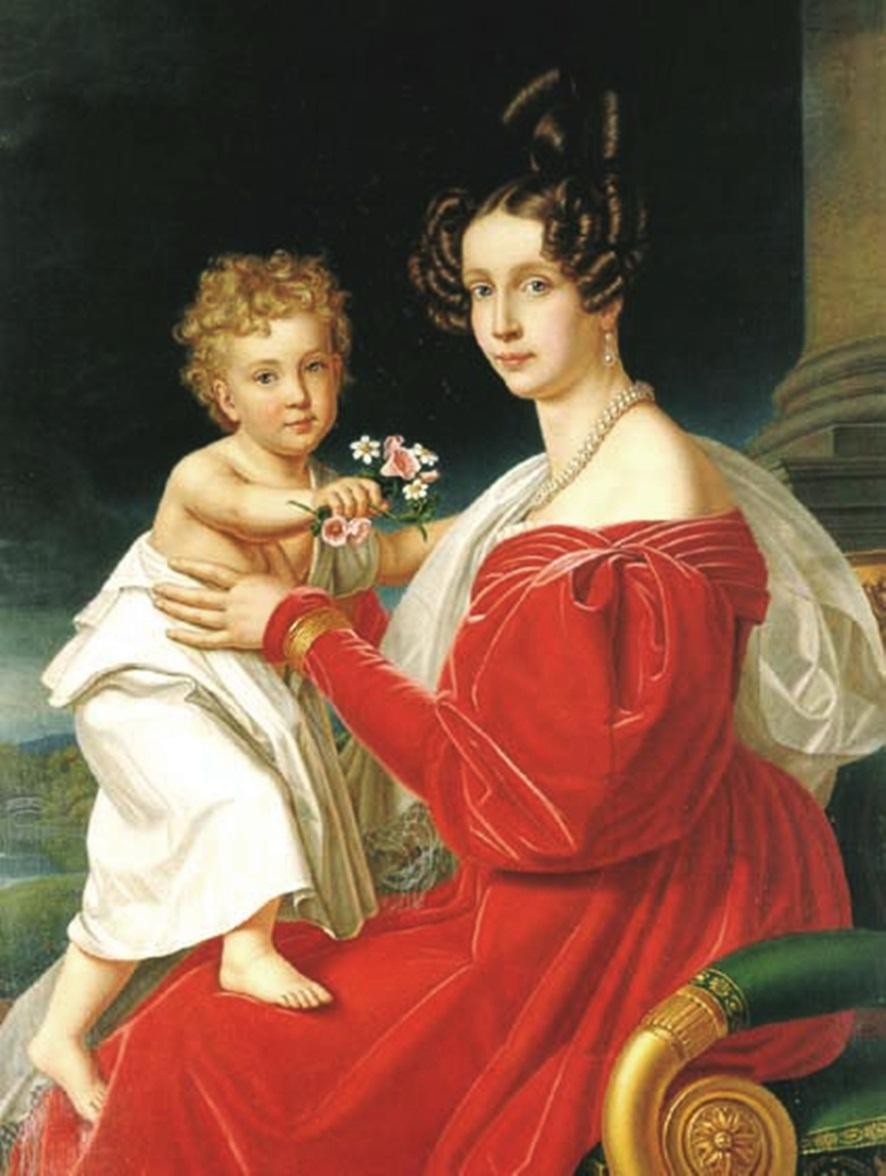
Franz Joseph și mama sa, arhiducesa Sophie, pictați de Joseph Karl Stieler.

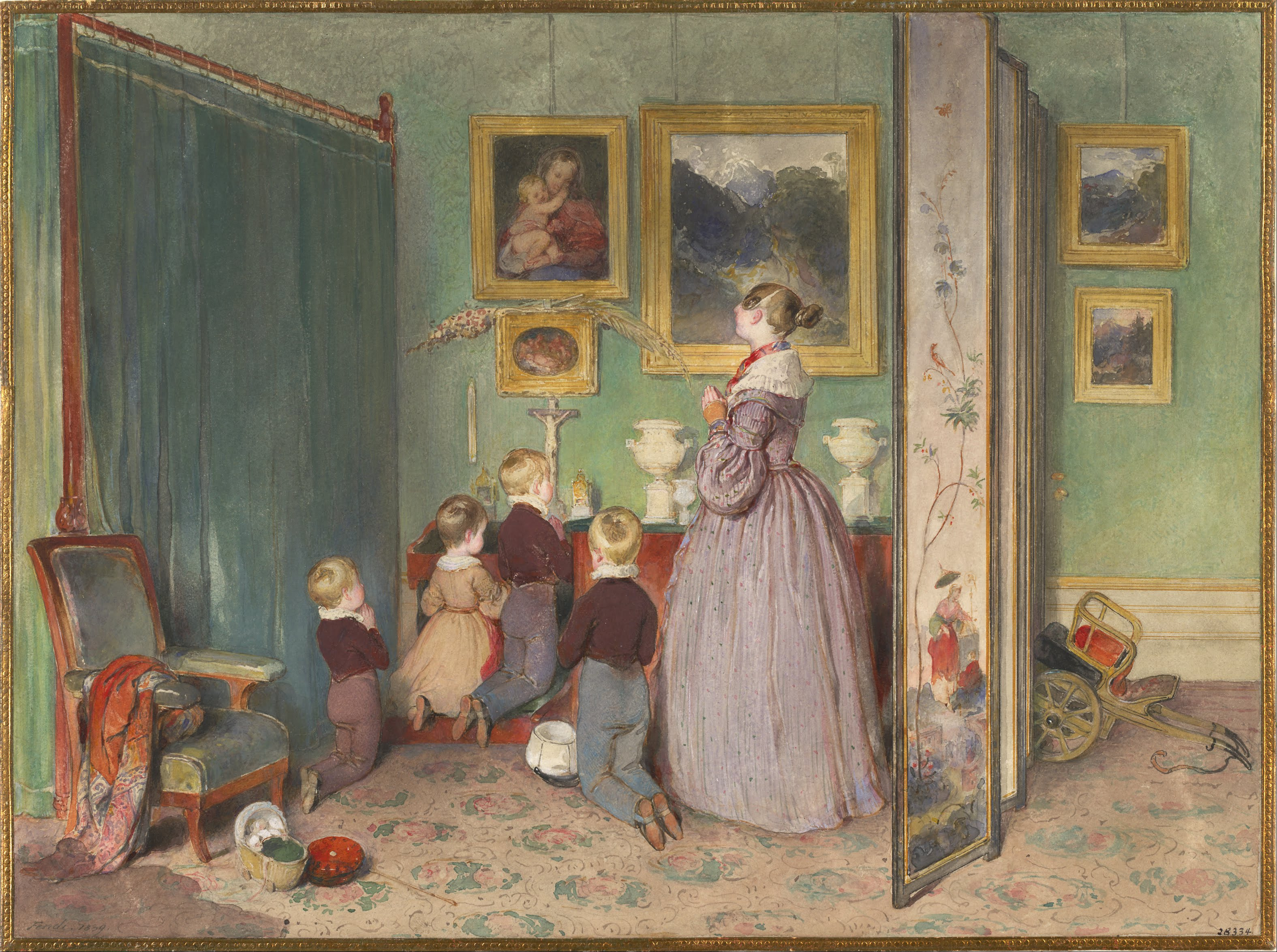
Familia lui Franz Joseph adunată în rugăciune, 1839.

Franz Joseph s-a născut la data de 18 august 1830 la Palatul Schönbrunn din Viena (la 65 de ani de la moartea lui Francisc de Lorena), fiind cel mai mare fiu al arhiducelui Franz Karl (fiul mai mic al lui Francisc I) și al Sophie, Prințesă de Bavaria. Deoarece unchiul său, împăratul Ferdinand, care domnea din anul 1835, era afectat de crize epileptice, iar tatăl său era lipsit de ambiție și retras, mama tânărului arhiduce „Franzi” l-a crescut ca pe un viitor împărat, punând accent pe devotament, responsabilitate și hărnicie.
Din acest motiv, Franz Joseph a fost educat încă din copilărie pentru a deveni succesor la tron, sub influența mamei sale, care avea aspirații politice.
Până la vârsta de 7 ani, micul „Franzi” a fost crescut de guvernanta Louise von Sturmfeder. Apoi a început „educația de stat”, al cărei conținut central era „simțul datoriei”, religiozitatea și conștiința dinastică. Teologul Joseph Othmar von Rauscher i-a transmis o viziune asupra domniei ca fiind de origine divină (har divin), ceea ce l-a făcut să creadă că participarea populației la guvernare, prin parlamente, nu era necesară.
Educatorii Heinrich Franz von Bombelles și colonelul Johann Baptist Coronini-Cronberg i-au impus arhiducelui un program riguros de studiu, care inițial era de 18 ore pe săptămână și a ajuns la 50 de ore pe săptămână până la vârsta de 16 ani. Una dintre principalele direcții ale educației a fost învățarea limbilor străine: pe lângă franceza, limba diplomatică a vremii, a studiat latina și greaca veche, precum și limbile principale ale monarhiei: maghiara, ceha, italiana și poloneza. În plus, a primit o educație generală obișnuită pentru acea perioadă (inclusiv matematică, fizică, istorie, geografie), care ulterior a fost completată cu drept și științe politice. Programul său de studiu a inclus și diverse forme de educație fizică.
La împlinirea vârstei de 13 ani, Franz Joseph a fost numit colonel-Inhaber al Regimentului de Dragoni nr. 3, iar pregătirea sa s-a concentrat pe cunoștințele strategice și tactice de bază. De atunci, stilul său vestimentar a fost influențat de uniforma militară, pe care a continuat să o poarte pe tot parcursul vieții.
Franz Joseph a avut trei frați mai mici: arhiducele Ferdinand Maximilian (născut în anul 1832, viitorul împărat Maximilian al Mexicului), arhiducele Karl Ludwig (născut în 1833, tatăl arhiducelui Franz Ferdinand) și Arhiducele Ludwig Viktor (născut în 1842). A avut și o soră, arhiducesa Maria Anna (născută în anul 1835), care a murit la vârsta de 4 ani.

## Revoluțiile de la 1848
În timpul Revoluțiilor de la 1848, cancelarul austriac, prințul Klemens von Metternich, a demisionat (martie-aprilie 1848). Tânărul arhiduce, despre care se aștepta pe scară largă să-i succeadă în curând unchiului său pe tron, a fost numit guvernator al Boemiei la 6 aprilie 1848, dar nu și-a preluat niciodată postul. În schimb, a fost trimis pe frontul din Italia, unde s-a alăturat feldmareșalului Radetzky în campanie la 29 aprilie, primindu-și botezul focului la 5 mai, în Bătălia de la Santa Lucia.
Se spune că și-a gestionat prima experiență militară cu calm și demnitate. În același timp, familia imperială fugea din Viena revoluționară către un loc mai liniștit, la Innsbruck, în Tirol. Chemat înapoi din Italia, arhiducele s-a alăturat restului familiei la Innsbruck la mijlocul lunii iunie. Aici, Franz Joseph și-a întâlnit pentru prima dată verișoara și viitoarea sa soție, Elisabeta a Bavariei, care avea atunci doar 10 ani, însă întâlnirea nu a lăsat o impresie deosebită.
După victoria Austriei asupra italienilor în Custoza, la sfârșitul lunii iulie 1848, curtea imperială a considerat că este sigur să revină la Viena, iar Franz Joseph a călătorit împreună cu familia sa. Totuși, după doar câteva săptămâni, situația din Viena a redevenit periculoasă, iar în septembrie curtea a plecat din nou, de data aceasta la Olmütz, în Moravia. Între timp, Alfred I, Prinț de Windisch-Grätz, un influent comandant militar din Boemia, era hotărât să-l vadă cât mai curând pe tânărul arhiduce pe tron. Se credea că un nou împărat nu ar fi fost legat de jurămintele de respectare a guvernării constituționale pe care Ferdinand fusese forțat să le accepte și că era nevoie de un conducător tânăr și energic care să-l înlocuiască pe bunul, dar instabilul mental, Ferdinand.
Prin abdicarea unchiului său Ferdinand și renunțarea tatălui său, Franz Karl, Franz Joseph a devenit împărat al Austriei la Olmütz, pe 2 decembrie 1848. În acel moment, a început să fie cunoscut sub numele complet „Franz Joseph”. Alegerea acestui nume a fost menită să reînvie amintirea marelui său unchi, împăratul Iosif al II-lea (care a domnit între anii 1765 și 1790), cunoscut pentru reformele sale modernizatoare.
Sub îndrumarea noului prim-ministru, Prințul Felix de Schwarzenberg, noul împărat a adoptat inițial o abordare precaută, acordând o constituție în martie 1849. În același timp, o campanie militară împotriva maghiarilor devenise necesară, aceștia răsculându-se împotriva autorității habsburgice în numele constituției lor istorice. Franz Joseph s-a confruntat, de asemenea, cu reluarea ostilităților în Italia, unde regele Carol Albert al Sardiniei a profitat de problemele din Ungaria pentru a relansa războiul în luna martie a anului 1849.

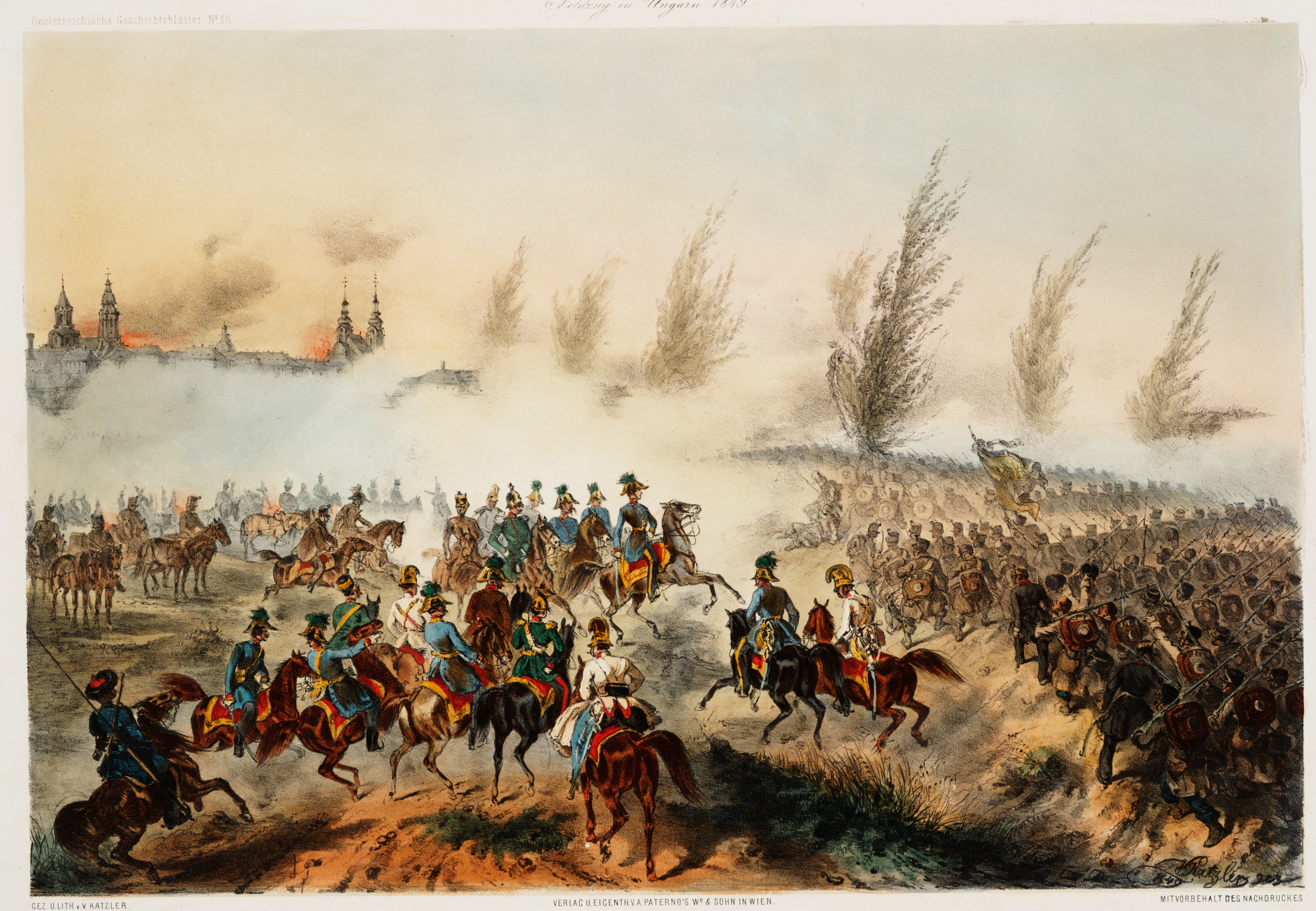
Bătălia de la Győr din 28 iunie 1849. Franz Joseph intră în Győr în fruntea trupelor austriece.

Cu toate acestea, soarta războiului s-a întors rapid în favoarea lui Franz Joseph și a trupelor austriece. Aproape imediat, Carol Albert a fost învins decisiv de Radetzky în Novara, fiind forțat să ceară pace și să abdice.

### Revoluția în Ungaria
Spre deosebire de alte teritorii stăpânite de Habsburgi, Regatul Ungariei avea o veche constituție istorică, care limita puterea coroanei și consolidase considerabil autoritatea parlamentului încă din secolul al XIII-lea.
Legile reformiste maghiare (Legile din aprilie) se bazau pe cele 12 puncte care stabileau fundamentele drepturilor civile și politice moderne, precum și reforme economice și sociale în Regatul Ungariei. Momentul decisiv al evenimentelor din Ungaria a fost adoptarea Legilor din aprilie, care au fost ratificate de unchiul său, regele Ferdinand. Cu toate acestea, tânărul monarh austriac, Franz Joseph, le-a „revocat” arbitrar, fără nicio competență legală. Monarhii nu aveau dreptul să anuleze legi parlamentare maghiare deja semnate, iar acest act neconstituțional a escaladat ireversibil conflictul dintre parlamentul ungar și Franz Joseph.
Constituția Stadion a fost acceptată de Dieta Imperială a Austriei, unde Ungaria nu avea reprezentare și care, în mod tradițional, nu avea putere legislativă asupra Regatului Ungariei. Cu toate acestea, a încercat să desființeze și Dieta Ungariei, care fusese forul legislativ suprem al Ungariei încă din secolul al XII-lea.
Noua constituție austriacă contravenea, de asemenea, constituției istorice a Ungariei și chiar încerca să o anuleze. Integritatea teritorială a Ungariei era, de asemenea, amenințată: la data de 7 martie 1849, a fost emisă o proclamație imperială în numele împăratului Franz Joseph, conform căreia teritoriul Regatului Ungariei urma să fie împărțit și administrat prin cinci districte militare, iar Principatul Transilvaniei urma să fie reînființat. Aceste evenimente reprezentau o amenințare clară și evidentă la adresa statului ungar.
Noua Constituție Stadion impusă de Austria, revocarea Legilor din aprilie și campania militară austriacă împotriva Regatului Ungariei au dus la prăbușirea guvernului pacifist condus de Lajos Batthyány (care căuta un compromis cu curtea) și la ascensiunea rapidă a adepților lui Lajos Kossuth în parlamentul maghiar, care au cerut independența totală a Ungariei. Intervenția militară austriacă în Regatul Ungariei a amplificat sentimentele anti-habsburgice în rândul maghiarilor, iar evenimentele din Ungaria s-au transformat într-un război pentru independență totală față de Dinastia de Habsburg.

#### Probleme constituționale și de legitimitate în Ungaria
Pe 7 decembrie 1848, Dieta Ungariei a refuzat oficial să recunoască titlul noului rege, „deoarece, fără știința și consimțământul dietei, nimeni nu putea urca pe tronul Ungariei”, și a chemat națiunea la arme. În timp ce în majoritatea țărilor din Europa Occidentală (cum ar fi Franța și Regatul Unit) domnia monarhului începea imediat după moartea predecesorului său, în Ungaria încoronarea era indispensabilă; dacă nu era efectuată corespunzător, regatul rămânea „orfan”.
Chiar și în timpul lungii uniuni personale dintre Regatul Ungariei și alte teritorii conduse de Habsburgi, monarhii Habsburgi trebuiau să fie încoronați ca Rege al Ungariei pentru a putea promulga legi sau a exercita prerogativele regale pe teritoriul Regatului Ungariei. Din punct de vedere legal, conform jurământului de încoronare, un rege al Ungariei încoronat nu putea să renunțe la tronul Ungariei în timpul vieții sale; dacă regele era în viață și incapabil să-și îndeplinească îndatoririle de conducător, un guvernator (sau regent, cum ar fi numit în engleză) trebuia să preia îndatoririle regale. Constituțional, unchiul lui Franz Joseph, Ferdinand, era încă regele Ungariei legal. Dacă nu exista posibilitatea de a moșteni tronul automat din cauza morții regelui predecesor (deoarece Regele Ferdinand era încă în viață), dar monarhul dorea să renunțe la tron și să desemneze un alt rege înainte de moartea sa, tehnic rămânea o singură soluție legală: parlamentul avea puterea de a-l detrona pe rege și de a alege un nou rege. Din cauza tensiunilor legale și militare, parlamentul ungar nu i-a acordat lui Franz Joseph această favoare. Acest eveniment a oferit revoluției un pretext de legalitate. De fapt, din acest moment până la prăbușirea revoluției, Lajos Kossuth (ca regent-președinte ales) a devenit conducătorul de facto și de jure al Ungariei.

#### Dificultăți militare în Ungaria

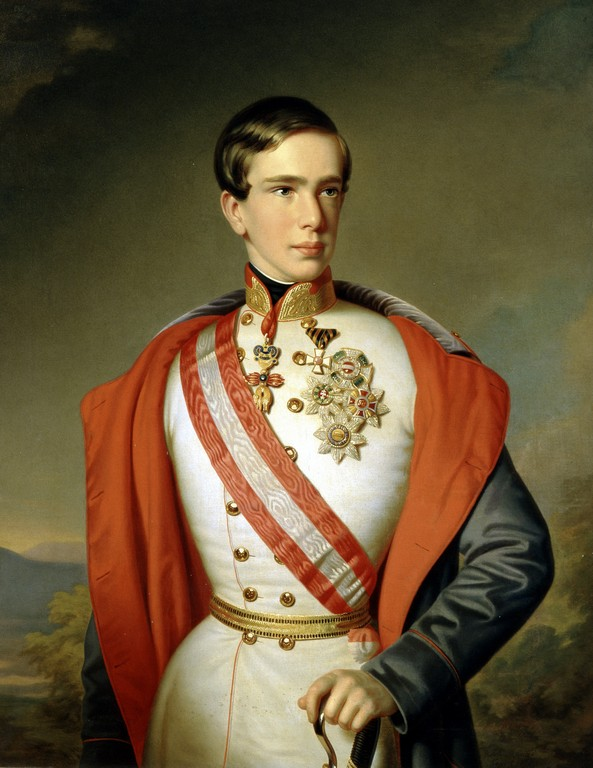
Franz Joseph în 1851.

În timp ce revoluțiile din teritoriile austriece fuseseră înăbușite până în anul 1849, în Ungaria situația era mai gravă, iar înfrângerea austriacă părea iminentă. Simțind nevoia de a-și asigura dreptul de a domni, Franz Joseph a cerut ajutorul Rusiei, solicitând intervenția țarului Nicolae I, pentru „a preveni ca revolta maghiară să se transforme într-o calamitate europeană”. Pentru sprijinul militar rus, Franz Joseph i-a sărutat mâna țarului la Varșovia pe 21 mai 1849. Țarul Nicolae l-a sprijinit pe Franz Joseph în numele Sfintei Alianțe, și a trimis o armată de 200.000 de soldați, sprijinită de 80.000 de forțe auxiliare. În cele din urmă, armata comună a forțelor ruse și austriece a învins forțele maghiare. După restaurarea puterii habsburgice, Ungaria a fost pusă sub o brutală lege marțială.
Odată ce ordinea a fost restabilită în întregul său imperiu, Franz Joseph s-a simțit liber să nu respecte concesiile constituționale pe care le făcuse, mai ales pentru că parlamentul austriac, întrunit la Kremsier, se comportase – în ochii tânărului împărat – îngrozitor. Constituția din 1849 a fost suspendată, iar o politică de centralism absolutist a fost instituită, ghidată de ministrul de interne, Alexander Bach.

#### Tentativa de asasinat din 1853

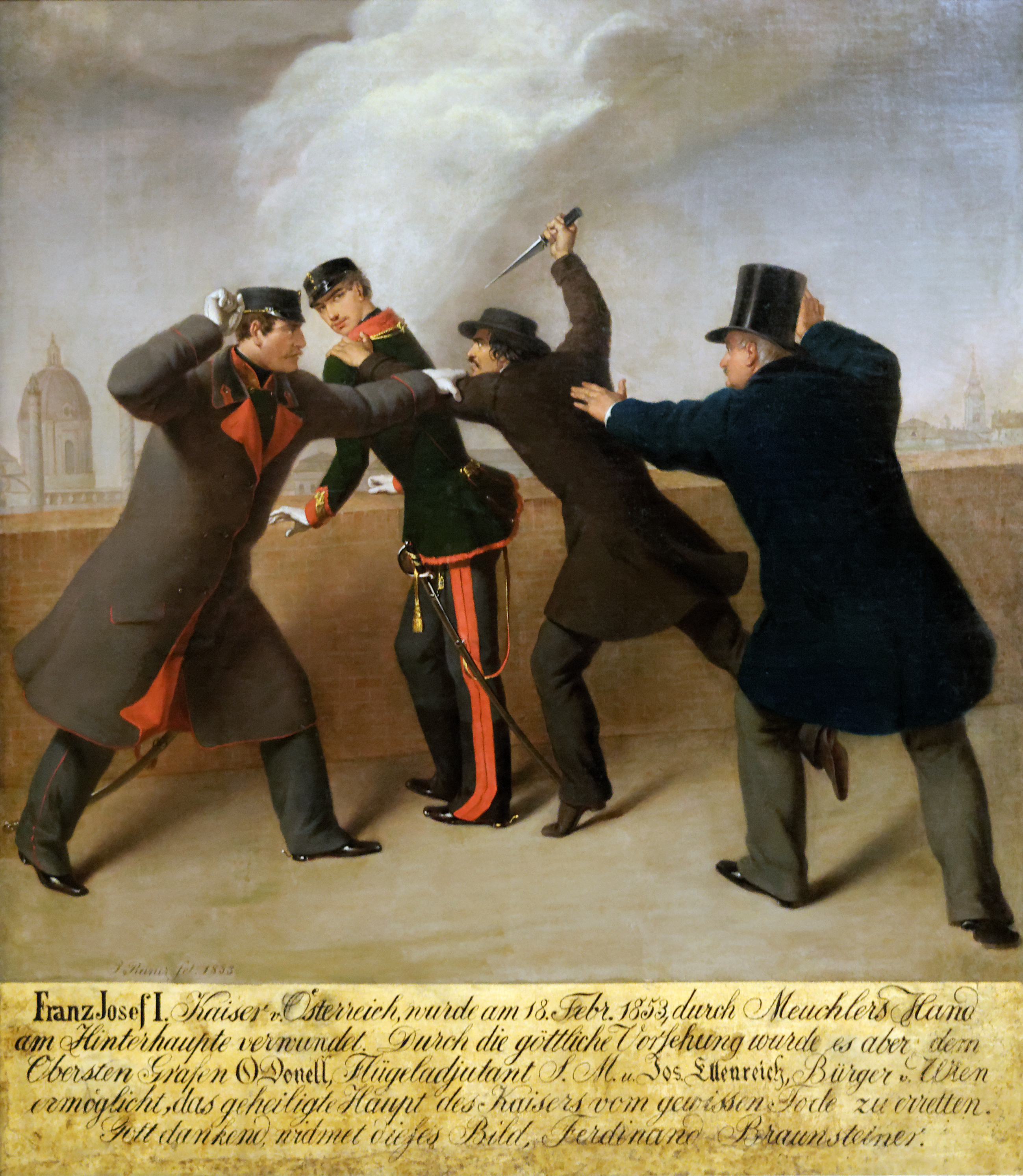
Tentativa de asasinat a împăratului în 1853.

Pe data de 18 februarie 1853, Franz Joseph a supraviețuit unei tentative de asasinat din partea naționalistului maghiar János Libényi. Împăratul se plimba cu unul dintre ofițerii săi, Contele Maximilian Karl Lamoral O'Donnell, pe un bastion al orașului, când Libényi s-a apropiat de el. L-a lovit imediat pe împărat din spate cu un cuțit, drept în gât. Franz Joseph purta aproape întotdeauna o uniformă, care avea un guler înalt care îi închidea aproape complet gâtul. Gulerul uniformelor din acea vreme era confecționat dintr-un material foarte rezistent, tocmai pentru a contracara acest tip de atac. Deși împăratul a fost rănit și sângera, gulerul i-a salvat viața. Contele O'Donnell l-a doborât pe Libényi cu sabia.
O'Donnell, până atunci conte doar prin nobilimea sa irlandeză, a fost făcut conte al Monarhiei Habsburgice (Reichsgraf). Un alt martor care se întâmpla să fie în apropiere, măcelarul Joseph Ettenreich, l-a imobilizat rapid pe Libényi. Pentru fapta sa, acesta a fost mai târziu ridicat la rangul de nobil de către împărat și a devenit Joseph von Ettenreich. Libényi a fost apoi pus sub acuzare și condamnat la moarte pentru tentativă de regicid. A fost executat pe Simmeringer Heide.
După acest atac eșuat, fratele împăratului, Arhiducele Ferdinand Maximilian, a cerut familiilor regale din Europa donații pentru construirea unei noi biserici pe locul atacului. Biserica urma să fie o ofrandă votivă pentru supraviețuirea împăratului. Aceasta este situată pe Ringstraße în districtul Alsergrund, aproape de Universitatea din Viena, și este cunoscută sub numele de Biserica Votivă. Supraviețuirea lui Franz Joseph a fost comemorată și la Praga prin ridicarea unei noi statuii a Sfântului Francisc de Assisi, patronul împăratului, pe Podul Carol. Aceasta a fost donată de Contele Franz Anton von Kolowrat-Liebsteinsky, primul ministru-președinte al Imperiului Austriac.

## Consolidarea politicii interne

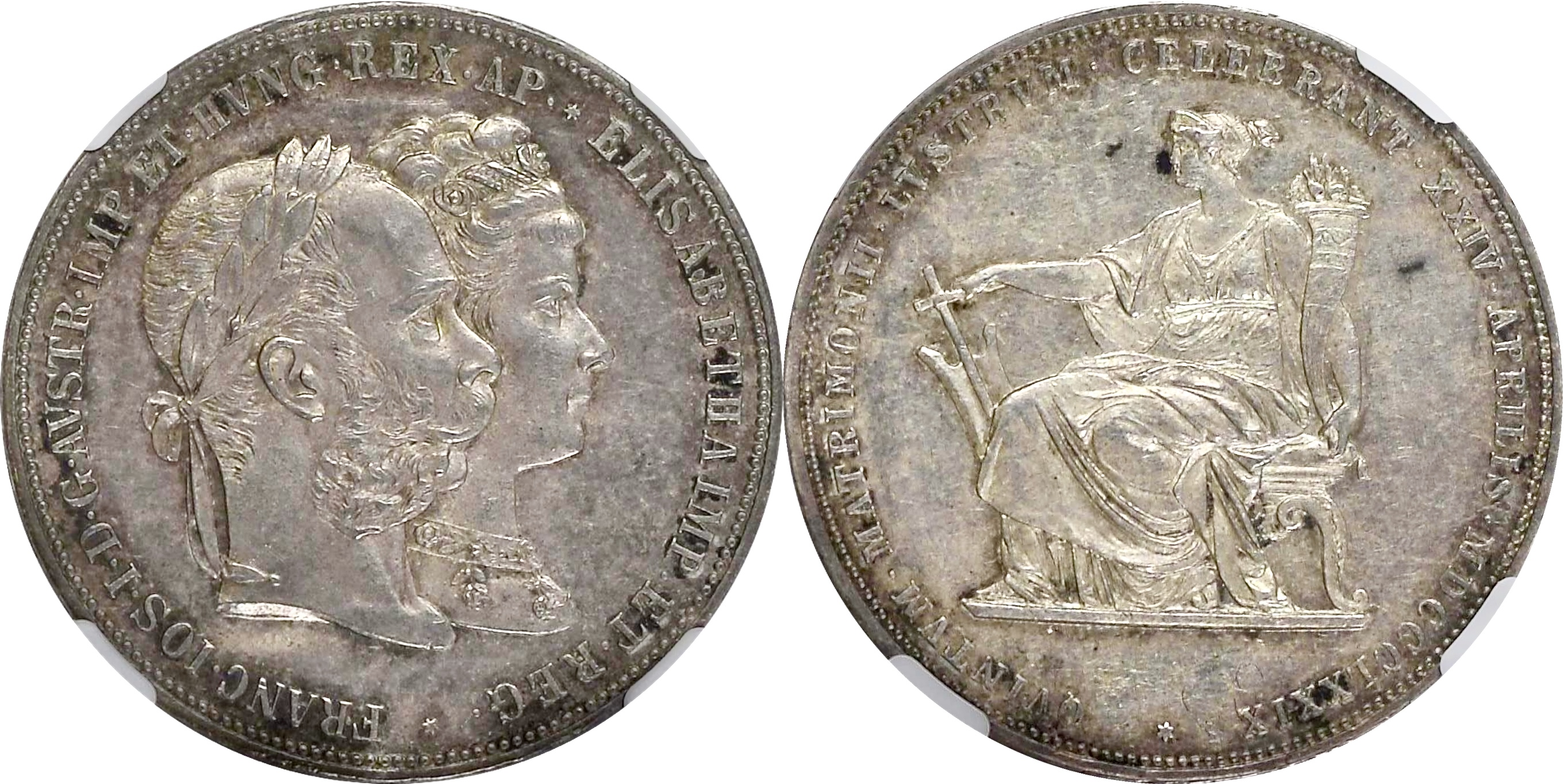
Monedă de argint: 2 Gulden ai lui Franz Joseph I - Jubileul de Nuntă de Argint

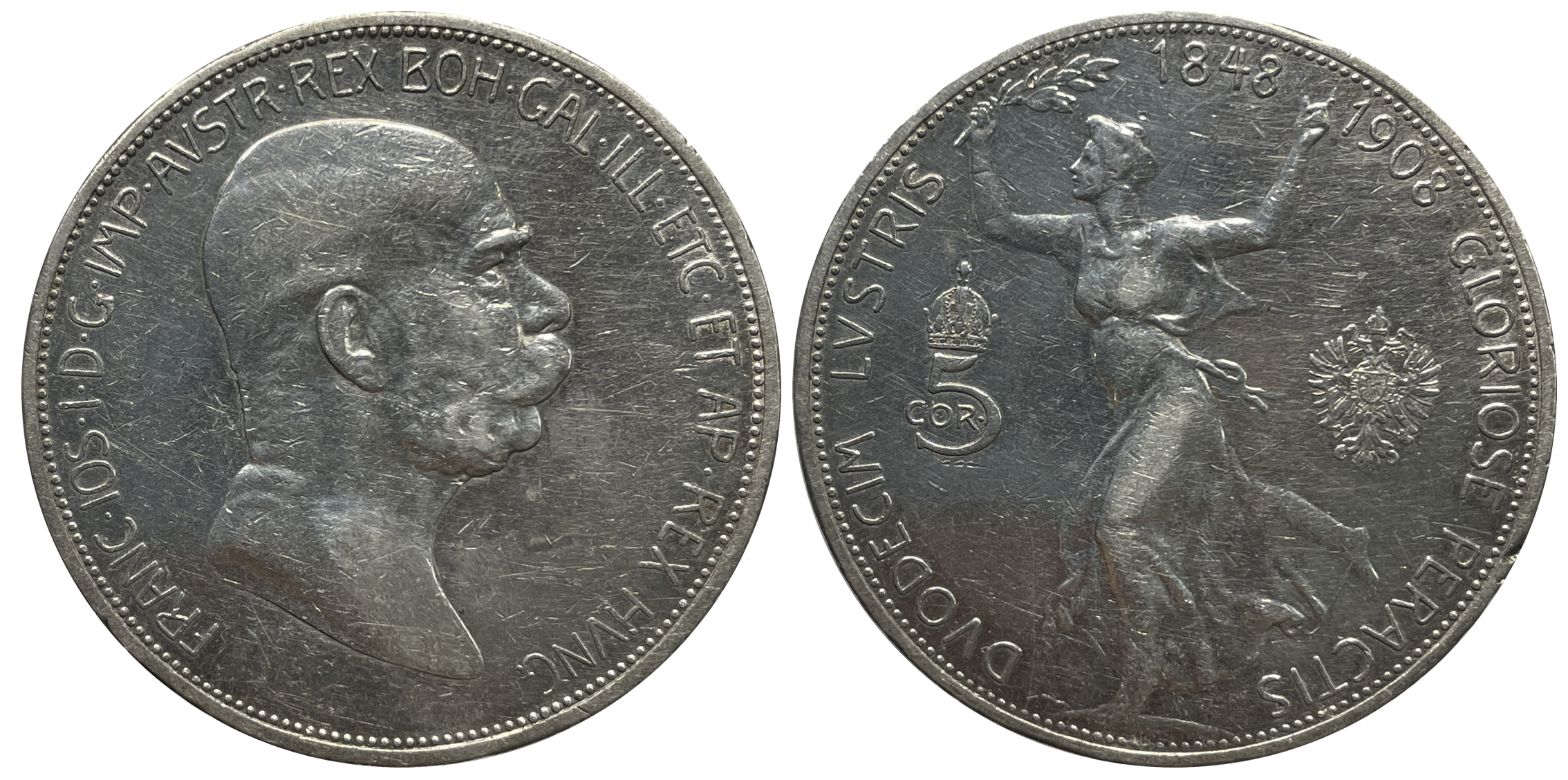
Monedă de argint: 5 coroane, 1908 – Bustul lui Franz Joseph I orientat spre dreapta, înconjurat de legenda „Franciscus Iosephus I, Dei gratia, imperator Austriae, rex Bohemiae, Galiciae, Illyriae et cetera et apostolicus rex Hungariae”

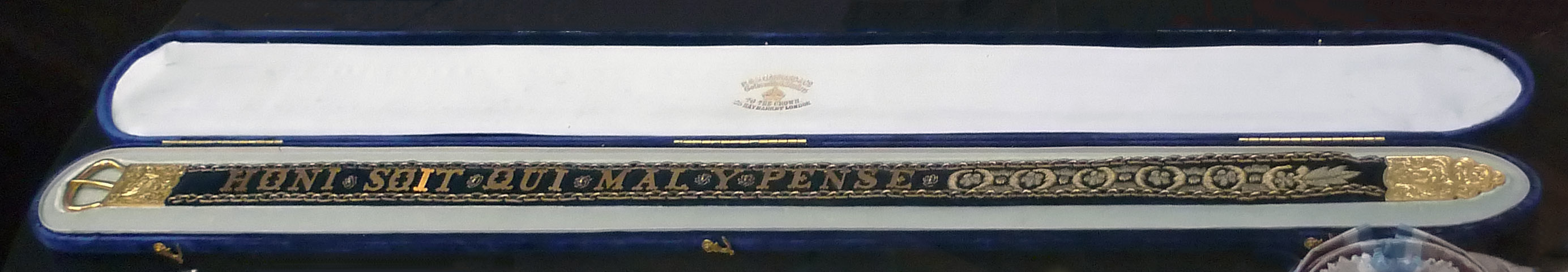
Jartiera Împăratului Franz Joseph I al Austriei

Următorii câțiva ani au marcat o aparentă recuperare a poziției Austriei pe scena internațională, după dezastrele apropiate din 1848–1849. Sub îndrumarea lui Schwarzenberg, Austria a reușit să împiedice manevrele Prusiei de a crea o nouă Federație Germană sub conducerea prusacă, excluzând Austria. După moartea prematură a lui Schwarzenberg în anul 1852, acesta nu a putut fi înlocuit de oameni de stat de statură egală, iar împăratul însuși a preluat efectiv rolul de prim-ministru. El a fost unul dintre cei mai proeminenți conducători catolici din Europa și un dușman înverșunat al Francmasoneriei.

### Compromisul Austro-Ungar din 1867

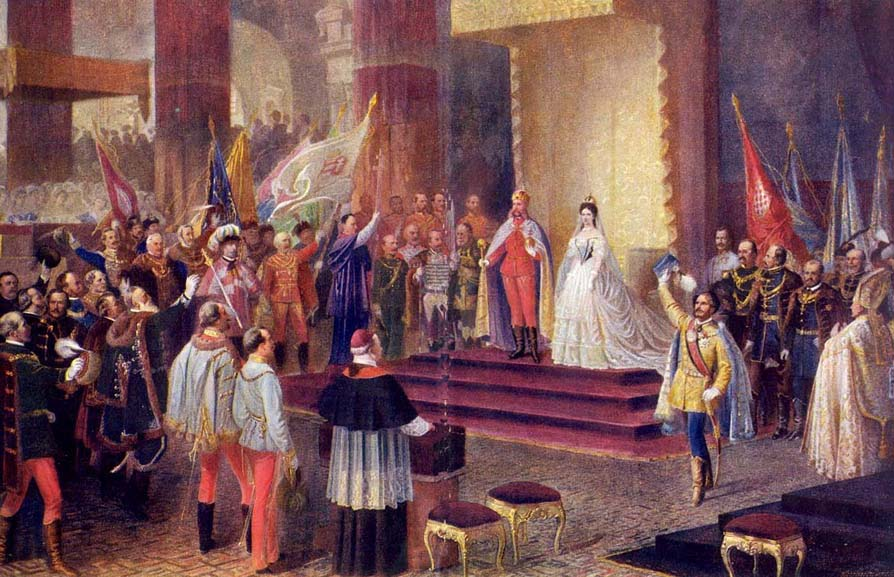
Încoronarea lui Franz Joseph ca Rege Apostolic al Ungariei. Pictură de Edmund Tull.

Anii 1850 au fost martorii mai multor eșecuri ale politicii externe austriece: Războiul Crimeii, dizolvarea alianței cu Rusia și înfrângerea din Al Doilea Război Italian de Independență. Eșecurile au continuat în anii 1860 cu înfrângerea din Războiul Austro-Prusac din anul 1866, care a dus la Compromisul Austro-Ungar din 1867.
Liderii politici maghiari aveau două obiective principale în timpul negocierilor. Unul era să recupereze statutul tradițional (atât legal, cât și politic) al statului maghiar, pierdut după Revoluția Maghiară din 1848. Celălalt era să restaureze seria de legi de reformă ale parlamentului revoluționar din anul 1848, care se bazau pe cele 12 puncte care au stabilit drepturi civile și politice moderne, reforme economice și sociale în Ungaria.
Compromisul a restabilit parțial suveranitatea Regatului Ungariei, separată de și nu mai supusă Imperiului Austriac. În schimb, Ungaria a fost considerată un partener egal cu Austria. Compromisul a pus capăt la 18 ani de domnie absolutistă și dictatură militară, care fuseseră introduse de Francisc Iosif după Revoluția Maghiară din 1848. Franz Joseph a fost încoronat Rege al Ungariei pe 8 iunie, iar pe 28 iulie a promulgat legile care au transformat oficial domeniile habsburgice în Monarhia Duală a Austro-Ungariei.
Conform împăratului Franz Joseph, „Au fost trei dintre noi cei care am făcut acordul: Deák, Andrássy și eu însuși.” Cu toate acestea, rolul împărătesei Elisabeta (Sisi) nu poate fi subestimat în facilitarea acestui compromis. Fluenta în limba maghiară și profund simpatizantă cu cauza maghiară, Elisabeta a cultivat relații strânse cu liderii maghiari, inclusiv cu Contele Gyula Andrássy, și a lucrat în culise pentru a-l convinge pe Francisc Iosif să adopte o abordare mai conciliantă. Influența ei a contribuit la construirea încrederii necesare pentru negocieri de succes, iar popularitatea ei personală în Ungaria a consolidat semnificativ legitimitatea monarhiei în regiune.
Dificultățile politice din Austria au crescut continuu de la sfârșitul secolului al XIX-lea și până în secolul al XX-lea. Cu toate acestea, Franz Joseph a rămas foarte respectat; autoritatea patriarhală a împăratului a ținut Imperiul unit în timp ce politicienii se certau între ei.

### Problema Cehă

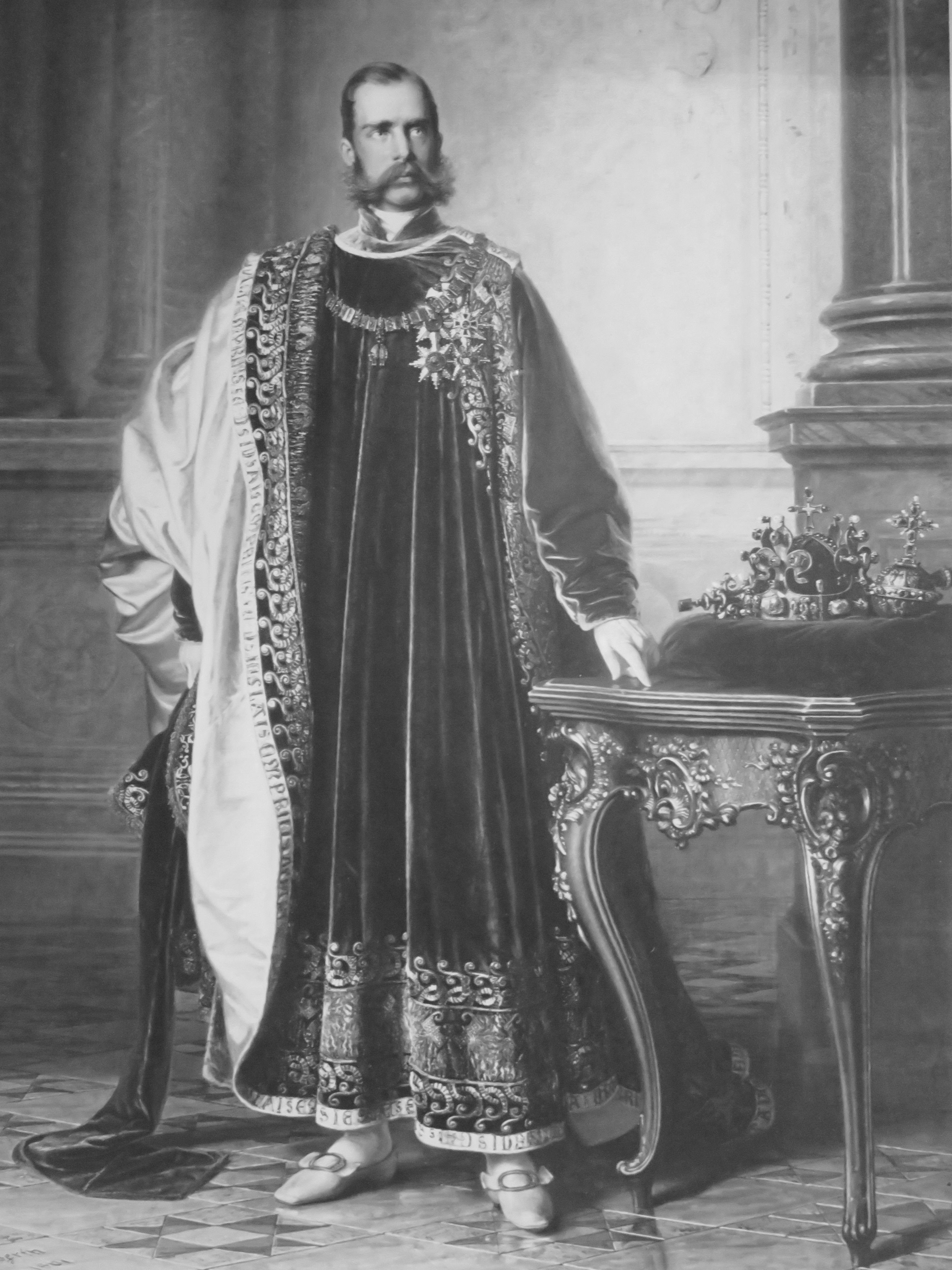
Franz Joseph în ținuta Ordinului Lânii de Aur, cu Bijuteriile Coroanei Boemiei lângă el. Pictură de Eduard von Engerth pentru Dieta Boemiei, 1861.

După urcarea lui Franz Joseph pe tron în anul 1848, reprezentanții politici ai Regatului Boemiei au sperat și au insistat ca drepturile lor istorice de stat să fie luate în considerare în viitoarea constituție. Ei considerau că poziția Boemiei în cadrul Monarhiei Habsburgice ar fi trebuit să fie subliniată printr-o încoronare a noului conducător ca rege al Boemiei la Praga (ultima încoronare avusese loc în anul 1836). Cu toate acestea, înainte de secolul al XIX-lea, Habsburgii conduseseră Boemia prin drept ereditar, iar o încoronare separată nu era considerată necesară.
Noua sa guvernare a instaurat sistemul neoabsolutismului în afacerile interne austriece pentru a transforma Imperiul Austriac într-un stat unitar, centralizat și administrat birocratic. Când Franz Joseph a revenit la guvernarea constituțională după debaclele din Italia de la Magenta și Solferino și a convocat dietele teritoriilor sale, problema încoronării sale ca rege al Boemiei a revenit pe agenda politică, după ce fusese ignorată din 1848. Pe 14 aprilie 1861, Împăratul Franz Joseph a primit o delegație a Dietei Boemiei cu următoarele cuvinte (în cehă):
Mă voi încorona Rege al Boemiei la Praga și sunt convins că un nou legământ de încredere și loialitate între tronul meu și Regatul meu Boem va fi întărit prin acest sfânt ritual.
Spre deosebire de predecesorul său, Împăratul Ferdinand (care și-a petrecut restul vieții după abdicarea sa din 1848 în Boemia, în special la Praga), Franz Joseph nu a fost niciodată încoronat separat ca rege al Boemiei. În 1861, negocierile au eșuat din cauza unor probleme constituționale nerezolvate. Cu toate acestea, în anul 1866, o vizită a monarhului la Praga, după înfrângerea de la Bătălia de la Königgrätz, a fost un mare succes, dovedit de numărul considerabil de fotografii noi realizate.

Portret de Philip de László, 1899

În anul 1867, Compromisul Austro-Ungar și introducerea monarhiei duale au lăsat cehii și aristocrația lor fără recunoașterea drepturilor de stat separate ale Boemiei la care speraseră. Boemia a rămas parte a Terenurilor Coroanei Austriece. În Boemia, opoziția față de dualism a luat forma unor demonstrații izolate pe străzi, rezoluții ale reprezentanților districtuale și chiar a unor mitinguri de protest în aer liber, limitate la cele mai mari orașe, cum ar fi Praga. Ziarul ceh Národní listy s-a plâns că cehii nu fuseseră încă compensați pentru pierderile și suferințele lor din timpul războiului în timpul Războiului Austro-Prusac și că tocmai văzuseră drepturile lor istorice de stat aruncate la o parte și țara lor inclusă în cealaltă jumătate a Monarhiei Austro-Ungare, denumită în mod obișnuit „Cisleithania”.
Speranțele cehilor au fost reînviate din nou în anii 1870–1871. Într-un rescript imperial din 26 septembrie 1870, Franz Joseph s-a referit din nou la prestigiul și gloria Coroanei Boemiei și la intenția sa de a organiza o încoronare. Sub primul-ministru Karl Hohenwart în 1871, guvernul Cisleithaniei a negociat o serie de articole fundamentale care descriau relația Coroanei Boemiei cu restul Monarhiei Habsburgice. Pe data de 12 septembrie 1871, Franz Joseph a anunțat:
Având în vedere poziția constituțională a Coroanei Boemiei și fiind conștient de gloria și puterea pe care această Coroană ne-a dat-o nouă și predecesorilor noștri… recunoaștem cu plăcere drepturile regatului și suntem pregătiți să reînnoim această recunoaștere prin jurământul nostru de încoronare.
Pentru încoronarea planificată, compozitorul Bedřich Smetana scrisese opera Libuše, dar ceremonia nu a avut loc. Crearea Imperiului German, opoziția internă din partea liberalilor de limbă germană (în special a germanilor boemieni) și a maghiarilor au condamnat Articolele Fundamentale. Hohenwart a demisionat și nimic nu s-a schimbat.
Mulți cehi așteptau schimbări politice în monarhie, inclusiv Tomáš Garrigue Masaryk și alții. Masaryk a servit în Reichsrat (Camera Superioară) din 1891 până în 1893 în cadrul Partidului Tânăr Ceh și din nou din 1907 până în 1914 în Partidul Realist (pe care îl fondase în 1900), dar nu a militat pentru independența cehilor și slovacilor față de Austro-Ungaria. La Viena, în 1909, a ajutat la apărarea lui Hinko Hinković în procesul fabricat împotriva unor membri proeminenți croați și sârbi ai Coaliției Sârbo-Croate (cum ar fi Frano Supilo și Svetozar Pribićević), și alții, care au fost condamnați la peste 150 de ani de închisoare și un număr de pedepse cu moartea. Problema cehă a rămas nerezolvată pe toată durata domniei lui Franz Joseph.

## Politica externă

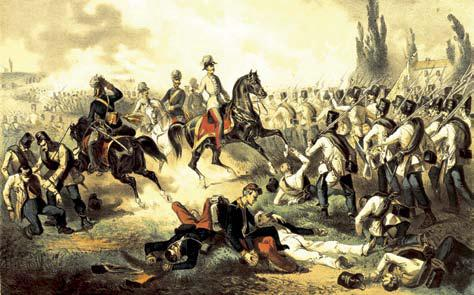
Franz Joseph printre trupele sale la Solferino, luptă din timpul Războiului Franco-Austriac din 1859

### Problema Germană

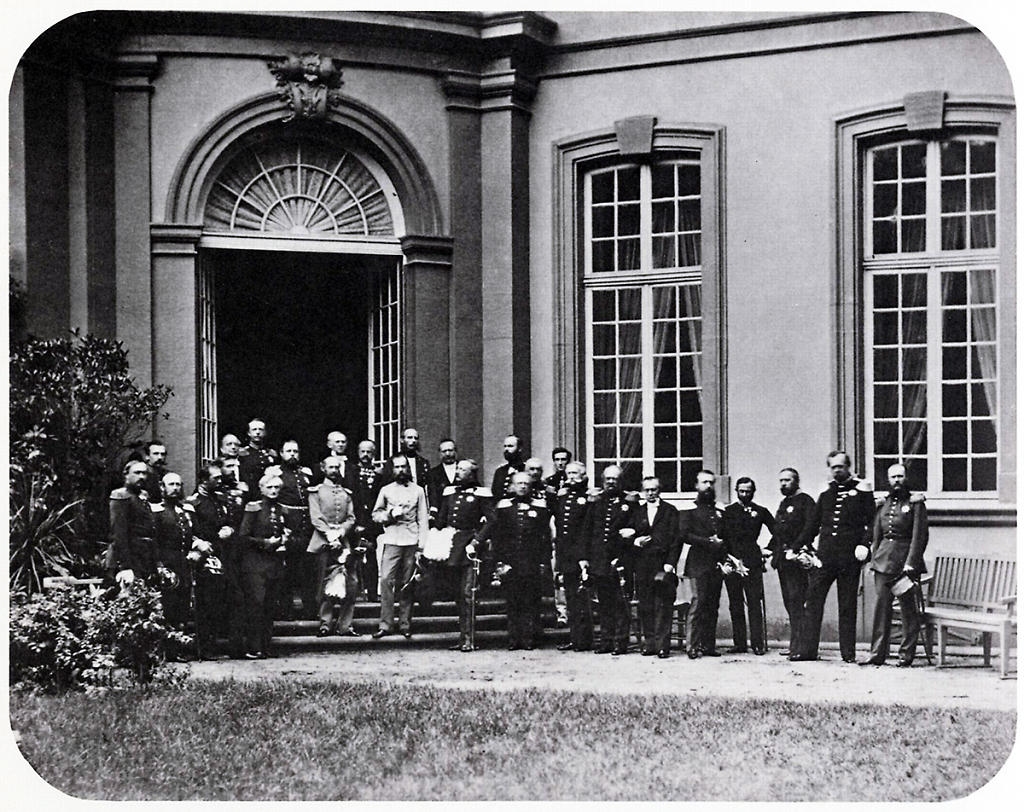
Împăratul Franz Joseph (în centru, în uniformă albă) la Congresul principilor germani din Frankfurt am Main, 1863

Principalul obiectiv al politicii externe a lui Franz Joseph a fost unificarea Germaniei sub Casa de Habsburg. Acest lucru a fost justificat pe motive de precedență; din anul 1452 până la sfârșitul Sfântul Imperiu Roman în 1806, cu o singură scurtă perioadă de întrerupere sub Casa de Wittelsbach, Habsburgii au deținut, în general, coroana germană. Cu toate acestea, dorința lui Franz Joseph de a păstra teritoriile ne-germane ale Imperiului Austriac Habsburgic în cazul unificării Germaniei s-a dovedit a fi problematică.
Două facțiuni s-au dezvoltat rapid: o parte a intelectualilor germani care favorizau o Germania Mare (Großdeutschland) sub Casa de Habsburg; cealaltă favorizând o Germania Mică (Kleindeutschland). Susținătorii Germaniei Mari favorizau includerea Austriei într-un nou stat pan-german pe motiv că Austria fusese întotdeauna parte a imperiilor germanice, că era cea mai puternică putere a Confederației Germane și că ar fi absurd să excludă opt milioane de germani austrieci dintr-un stat național pan-german. Susținătorii unei Germanii Mici argumentau împotriva includerii Austriei pe motiv că aceasta era un stat multi-național, nu unul german, și că includerea sa ar aduce milioane de non-germani în statul național german.
Dacă Germania Mare ar fi învins, coroana ar trebui să revină în mod necesar lui Franz Joseph, care nu avea niciun interes să o cedeze cuiva altcuiva. Pe de altă parte, dacă ideea unei Germanii Mici ar fi câștigat, coroana germană nu ar putea fi, desigur, oferită Împăratul Austriei, ci ar fi fost oferită în mod natural șefului celui mai mare și mai puternic stat german din afara Austriei – Regele Prusiei. Confruntarea dintre cele două idei s-a transformat rapid într-o confruntare între Austria și Prusia. După ce Prusia a câștigat decisiv Războiul de Șapte Săptămâni, această problemă a fost rezolvată; Austria nu a pierdut teritorii în favoarea Prusiei, atâta timp cât a rămas în afara afacerilor germane.

### Liga celor Trei Împărați

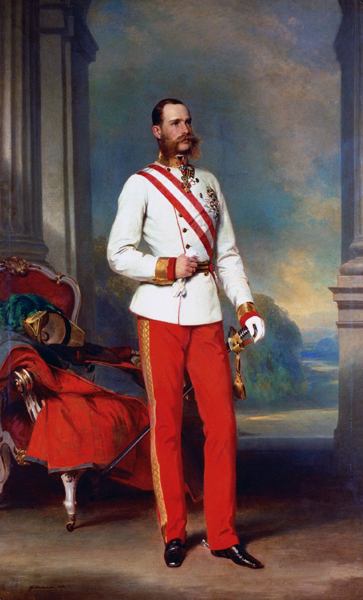
Portretul lui Franz Joseph I de Franz Xaver Winterhalter, 1865

În 1873, la doi ani după unificarea Germaniei, Franz Joseph a intrat în Liga celor Trei Împărați (Dreikaiserbund) cu Împăratul Wilhelm I al Germaniei și Împăratul Alexandru al II-lea al Rusiei, care a fost succedat de Țarul Alexandru al III-lea al Rusiei în 1881. Liga fusese concepută de cancelarul german Otto von Bismarck, ca o încercare de a menține pacea Europei. Aceasta a durat intermitent până în anul 1887.

### Vatican
În anul 1903, veto-ul lui Franz Joseph asupra Jus exclusivae al cardinalului Mariano Rampolla pentru alegerea papalității a fost transmis conclavului papal de către cardinalul Jan Puzyna de Kosielsko. Acesta a fost ultima utilizare a unui astfel de veto, deoarece noul Papa Pius al X-lea a interzis utilizări viitoare și a prevăzut excomunicarea pentru orice încercare.

### Bosnia și Herțegovina
În mijlocul anilor 1870, o serie de rebeliuni violente împotriva stăpânirii otomane au izbucnit în Balcani, iar turcii au răspuns cu represalii la fel de violente și opresive. Țarul Alexandru al II-lea al Rusiei, dorind să intervină împotriva otomanilor, a căutat și a obținut un acord cu Austro-Ungaria.
În Convenția de la Budapesta din 1877, cele două puteri au convenit că Rusia va anexa sudul Basarabiei, iar Austro-Ungaria va observa o neutralitate benevolentă față de Rusia în viitorul război cu turcii. Ca compensație pentru acest sprijin, Rusia a acceptat anexarea Bosniei-Herțegovinei de către Austro-Ungaria. La doar 15 luni mai târziu, rușii au impus otomanilor Tratatul de la San Stefano, care a încălcat acordul de la Budapesta și a declarat că Bosnia-Herțegovina va fi ocupată în comun de trupele ruse și austriece.
Tratatul a fost anulat de Tratatul de la Berlin din anul 1878, care a permis ocuparea exclusivă a Bosniei-Herțegovinei de către Austria, dar nu a specificat o dispoziție finală pentru provincii. Această omisiune a fost abordată în acordul Ligii celor Trei Împărați din 1881, când atât Germania, cât și Rusia au susținut dreptul Austro-Ungariei de a anexa Bosnia-Herțegovina. Cu toate acestea, până în anul 1897, sub un nou țar, guvernul imperial rus își retrăsese din nou sprijinul pentru anexarea Bosniei-Herțegovinei de către Austria. Ministrul de externe rus, Contele Mihail Muraviov, a declarat că o anexare austriacă a Bosniei-Herțegovinei ar ridica „o problemă amplă care necesită o examinare specială”.
În 1908, ministrul de externe rus, Alexandr Izvolski, a oferit, pentru a treia oară, sprijinul Rusiei pentru anexarea Bosniei și Herțegovinei de către Austro-Ungaria, în schimbul sprijinului austriac pentru deschiderea Strâmtorii Bosfor și a Dardanelelor pentru navele de război rusești. Ministrul de externe austriac, Alois von Aehrenthal, a urmărit această ofertă cu fermitate, rezultând în înțelegerea quid pro quo cu Izvolski, atinsă pe 16 septembrie 1908 la Conferința de la Buchlau. Cu toate acestea, Izvolski a făcut acest acord cu Aehrenthal fără știința Țarului Nicolae al II-lea sau a guvernului său din Sankt Petersburg, sau a oricărei alte puteri străine, inclusiv Marea Britanie, Franța și Serbia.
Bazându-se pe asigurările Conferinței de la Buchlau și pe tratatele care o precedau, Franz Joseph a semnat proclamația care anunța anexarea Bosniei-Herțegovinei de către Imperiu pe 6 octombrie 1908. Cu toate acestea, a izbucnit o criză diplomatică, deoarece atât sârbii, cât și italienii au cerut compensații pentru anexare, pe care guvernul austro-ungar a refuzat să le acorde. Incidentul nu a fost rezolvat decât la revizuirea Tratatului de la Berlin în aprilie 1909, exacerbând tensiunile dintre Austro-Ungaria și sârbi.

## Izbucnirea Primului Război Mondial
Tripla Înțelegere
     Tripla Alianță

Coaliții militare rivale în 1914:
Tripla Înțelegere
Tripla Alianță.

Pe data de 28 iunie 1914, nepotul și moștenitorul prezumptiv al lui Franz Joseph, Arhiducele Franz Ferdinand, și soția sa Sophie, au fost asasinați de Gavrilo Princip, un nationalist iugoslav de etnie sârbă, în timpul unei vizite la Sarajevo. Franz Joseph a aflat despre asasinarea lui Franz Ferdinand de la adjutantul său, generalul de cavalerie Eduard von Paar, care a notat și reacția împăratului în jurnalul său: „nu trebuie să sfidezi Atotputernicul. În acest fel, o putere superioară a restaurat ordinea pe care, din păcate, eu nu am reușit să o mențin.”
În timp ce împăratul a fost șocat și și-a întrerupt vacanța pentru a se întoarce la Viena, a reluat curând vacanța la Kaiservilla din Bad Ischl. Deciziile inițiale în timpul „Crizei din Iulie” au fost luate de Contele Leopold Berchtold, ministrul de externe austriac; Contele Franz Conrad von Hötzendorf, șeful Marelui Stat Major al Armatei Austro-Ungare și alți miniștri. Rezoluția finală a deliberărilor guvernului austro-ungar în săptămânile care au urmat asasinării Arhiducelui a fost să-i prezinte Serbiei un ultimatum cu cereri detaliate, cu care era practic sigur că Serbia nu va putea sau nu va dori să se conformeze, servind astfel ca „bază legală pentru război”.
O săptămână după livrarea ultimatumului Austro-Ungariei către Serbia; pe data de 28 iulie, a fost declarat războiul. În câteva săptămâni, germanii, rușii, francezii și britanicii intraseră în conflict, care a devenit cunoscut sub numele de Primul Război Mondial. Pe 6 august, Franz Joseph a semnat declarația de război împotriva Rusiei.

## Moartea
Franz Joseph a murit la Palatul Schönbrunn în seara zilei de 21 noiembrie 1916, la vârsta de 86 de ani. Moartea sa a fost rezultatul dezvoltării unei pneumonie a plămânului drept, la câteva zile după ce a răcit în timp ce se plimba în Parcul Schönbrunn cu Regele Ludwig al III-lea al Bavariei. El a fost succedat de strănepotul său Carol I & IV, care a domnit până la prăbușirea imperiului după înfrângerea sa la sfârșitul Primului Război Mondial în 1918.
Este înmormântat în Cripta Imperială din Viena.

## Familie

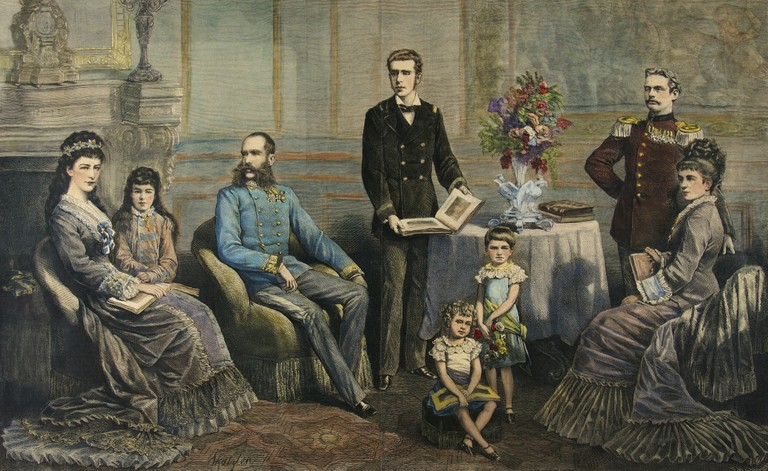
Pictură a lui Franz Joseph cu familia sa

În curte se simțea în general că împăratul ar trebui să se căsătorească și să aibă moștenitori cât mai curând posibil. Au fost luate în considerare mai multe posibile mirese, inclusiv Prințesa Elisabeta de Modena, Prințesa Anna a Prusiei și Prințesa Sidonia de Saxonia. Deși în viața publică Franz Joseph era directorul incontestabil al afacerilor, în viața sa privată mama sa exercita încă o influență crucială. Sophie dorea să consolideze relația dintre Casele de Habsburg și Wittelsbach – ea însăși descendentă din această din urmă casă – și spera să-l împerecheze pe Franz Joseph cu cea mai mare fiică a surorii sale, Ludovika, Elena ("Néné"), care era cu patru ani mai tânără decât împăratul.
Cu toate acestea, Franz Joseph s-a îndrăgostit profund de sora mai mică a lui Néné, Elisabeta ("Sisi"), o frumoasă fată de 15 ani, și a insistat să se căsătorească cu ea. Sophie a acceptat, în ciuda îndoielilor sale cu privire la adecvarea lui Sisi ca soție imperială, iar tânărul cuplu s-a căsătorit pe 24 aprilie 1854 în Biserica Sf. Augustin din Viena.

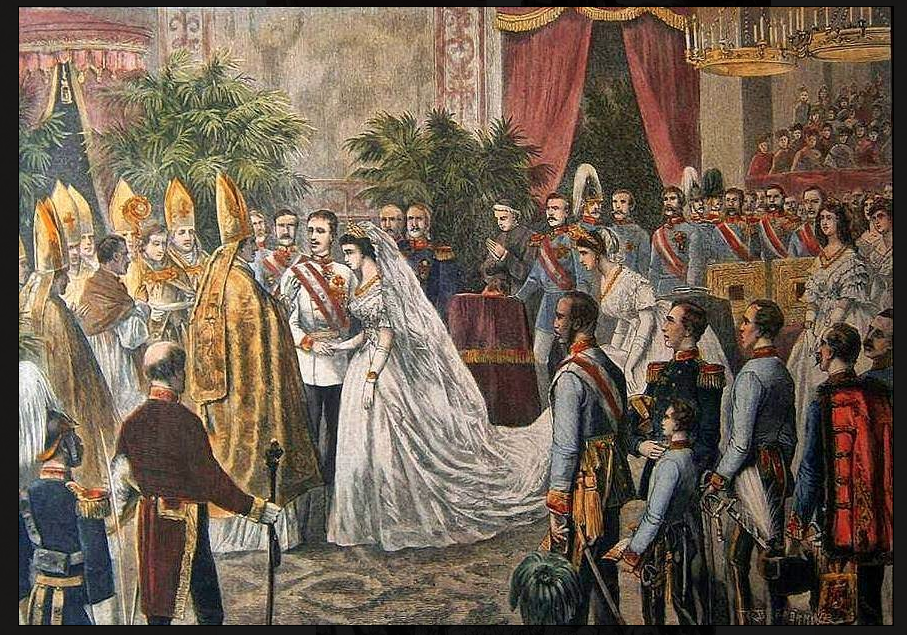
Căsătoria lui Franz Joseph și Elisabeta.

Căsătoria lor s-a dovedit în cele din urmă a fi una nefericită; deși Franz Joseph era îndrăgostit patetic de soția sa, sentimentul nu era reciproc. Elisabeta nu s-a adaptat niciodată cu adevărat la viața de la curte și a fost frecvent în conflict cu familia imperială. Prima lor fiică, Sofia, a murit în copilărie, iar singurul lor fiu, Rudolf, a murit prin sinucidere în anul 1889 în infamul Incident Mayerling.
În anul 1885, Franz Joseph a cunoscut-o pe Katharina Schratt, o actriță de frunte a scenei vienese, și ea a devenit prietena și confidenta sa. Această relație a durat până la sfârșitul vieții sale și a fost – într-o anumită măsură – tolerată de Elisabeta. Franz Joseph a construit Villa Schratt în Bad Ischl pentru ea și i-a oferit, de asemenea, un mic palat în Viena. Deși relația lor a durat 34 de ani, a rămas platonică.

Împărăteasa era o călătoare înrăită, o călăreață pasionată și o pasionată de modă, care era rar văzută la Viena. Sisi era obsedată de păstrarea frumuseții sale, efectuând multe rutine bizare și exerciții fizice intense, și, ca urmare, suferea de probleme de sănătate. A fost înjunghiată de moarte de un anarhist italian în 1898, în timpul unei vizite la Geneva. La câteva zile după înmormântare, Robert de Parma a scris într-o scrisoare către prietenul său Tirso de Olazábal că „Era jalnic să te uiți la Împărat, a arătat o mare energie în imensa sa durere, dar uneori puteai vedea întreaga imensitate a suferinții sale.” Franz Joseph nu s-a recuperat niciodată complet de la această pierdere. Potrivit viitoarei împărătese Zita de Bourbon-Parma, el le-a spus rudelor sale: „Nu veți ști niciodată cât de importantă a fost pentru mine” sau, după unele surse, „Nu veți ști niciodată cât de mult am iubit această femeie.”

### Relația cu Franz Ferdinand
Arhiducele Franz Ferdinand a devenit moștenitor prezumptiv (Thronfolger) al tronului Austro-Ungariei în anul 1896, după moartea verișorului său Rudolf (în 1889) și a tatălui său, Karl Ludwig (în 1896). Relația dintre el și Franz Joseph fusese întotdeauna una destul de conflictuală, care a fost exacerbată și mai mult atunci când Franz Ferdinand și-a anunțat dorința de a se căsători cu Contesa Sophie Chotek. Împăratul nu a vrut să ia în considerare acordarea binecuvântării sale pentru această uniune, deoarece Sophie era doar de rang nobiliar, nu dinastic.
Deși împăratul a primit scrisori din partea membrilor familiei imperiale pe tot parcursul toamnei și iernii anului 1899, implorându-l să cedeze, Franz Joseph a rămas ferm pe poziție. În cele din urmă, și-a dat consimțământul în anul 1900. Cu toate acestea, căsătoria urma să fie morganatică, iar orice copii ai căsătoriei nu ar fi fost eligibili să moștenească tronul. Cuplul s-a căsătorit pe data de 1 iulie 1900 la Reichstadt. Împăratul nu a participat la nuntă, niciunul dintre arhiduci. După aceea, cei doi bărbați s-au displăcut și nu s-au încrezut unul în celălalt.
Interacțiunile sale cu Franz Ferdinand au fost tensionate; apropiatul împăratului și-a amintit în memoriile sale că:
„tunetele și fulgerele bubuiau întotdeauna când aveau discuțiile lor.”
După asasinarea lui Franz Ferdinand și a Sophiei în 1914, fiica lui Franz Joseph, Marie Valerie, a remarcat că tatăl său și-a exprimat încrederea mai mare în noul moștenitor prezumptiv, strănepotul său Arhiducele Carol.

## Titluri, onoruri și arme

### Nume
Numele lui Franz Joseph în limbile imperiului său includeau:
- bosniacă Franjo Josip I
- croată Franjo Josip I.
- cehă František Josef I
- germană Franz Joseph I
- maghiară I. Ferenc József
- italiană Francesco Giuseppe I
- poloneză Franciszek Józef I
- română Francisc Iosif
- sârbă Фрања Јосиф
- slovacă František Jozef I
- slovenă Franc Jožef I
- ucraineană Фра́нц Йо́сиф I

### Titluri și stiluri
- 18 august 1830 – 2 decembrie 1848: Alteța Sa Imperială și Regală Arhiduce și Prinț Francisc Iosif al Austriei, Prinț al Ungariei, Boemiei și Croației[64]
- 2 decembrie 1848 – 21 noiembrie 1916: Majestatea Sa Imperială și Regală Apostolică Împăratul Austriei, Regele Apostolic al Ungariei

Titulatura completă a lui Francisc Iosif după ce a succedat unchiului său Ferdinand I pe tronul Imperiului Austriei și al vastelor teritorii din Europa Centrală și de Est era următoarea:
"Majestatea Sa Imperială și Regală Apostolică, Francisc Iosif I, prin grația lui Dumnezeu Împărat al Austriei, Rege al Germaniei, Rege al Ungariei, Boemiei, Lombardiei-Veneției, Dalmației, Croației, Slavoniei, Galiției, Lodomeriei, Iliriei, Serbiei, Cumaniei, Bulgariei, Italiei, Ramei, Romaniei, Rege al Ierusalimului, etc. etc.; Arhiduce al Austriei; Mare Duce de Toscana; Duce de Lorena, Salzburg, Stiria, Carintia, Carniola și Bucovina; Mare Prinț al Transilvaniei, Margraf de Moravia; Duce de Silezia Superioară și Inferioară, de Modena, Parma, Piacenza și Guastalla, de Auschwitz și Zator, de Teschen, Friaul, Ragusa și Zara și Teck; Conte Principesc de Habsburg și Tirol, de Kyburg, Gorizia și Gradisca; Prinț de Trento și Brixen; Margraf de Lusatia Superioară și Inferioară, Istria; Conte de Hohenems, Feldkirch, Bregenz, Sonnenberg, etc. etc.; Stăpân al Triestului, al Cattaro și al Marcii Vindice; Mare Voievod al Voievodatului Serbiei,
etc. etc."

### Onoruri

#### Decorații naționale
- Cavaler al Lânii de Aur, 1844;[65] Mare Maestru și Suveran, 2 decembrie 1848 (Orden vom Goldenen Vlies, ex officio ca Împărat al Austriei)[66]
- Mare Maestru al Ordinului Militar Maria Tereza (Militär Maria-Theresien-Orden, ex officio ca Împărat al Austriei)[67]
- Mare Maestru al Ordinului Regal Ungar Sfântul Ștefan (Königlich ungarischer St. Stephan-Orden, ex officio ca Împărat al Austriei)[68]
- Mare Maestru al Ordinului Imperial Austriac Leopold (Leopold-Orden, ex officio ca Împărat al Austriei)[69]
- Mare Maestru al Ordinului Imperial al Coroanei de Fier (Orden der Eisernen Krone, ex officio ca Împărat al Austriei)[70]

În plus, a fondat Ordinul Francisc Iosif (Franz Joseph-Orden) pe 2 decembrie 1849, și Ordinul Elisabeta (Elizabeth-Orden) în 1898.

#### Decorații străine
- Ducatele Ascaniene: Mare Cruce a Ordinului Albert Ursul, 27 octombrie 1849[73]
- Baden:[74]
  - Cavaler al Ordinului Casei de Fidelitate, 1851
  - Mare Cruce a Leului de Zähringen, 1851
- Bavaria:
  - Cavaler al Sfântului Hubert, 1849[75]
  - Mare Cruce a Ordinului Militar Max Joseph
- Belgia: Mare Cordon al Ordinului Leopold (civil), 19 aprilie 1849[76]
- Brunswick: Mare Cruce a Ordinului Henric Leul, 1854[77]
- Bulgaria:
  - Cavaler al Sfinților Chiril și Metodiu[78]
  - Ordinul Bărbăției, Gradul I[79]
- Danemarca: Cavaler al Elefantului, 17 ianuarie 1849[80]
- Ducatele Ernestine: Mare Cruce a Ordinului Casei Saxonia-Ernestină, martie 1852[81]
- Franța: Mare Cruce a Legiunii de Onoare[82]
- Hanovra:[83]
  - Cavaler al Sfântului Gheorghe, 1848
  - Mare Cruce a Ordinului Regal Guelfic
- Hawaii:
  - Mare Cruce a Ordinului Kamehameha I, 1865[84]
  - Mare Cruce a Ordinului Kalākaua, 1878[85]
- Hessa-Darmstadt: Mare Cruce a Ordinului Ludovic, 3 mai 1851[86]
- Hessa-Kassel: Cavaler al Leului de Aur, 19 noiembrie 1851[87]
- Sfântul Scaun: Mare Cruce a Sfântului Mormânt din Ierusalim
- Italia: 
  - Cavaler al Bunevestirii, 13 aprilie 1869[88]
  - Mare Cruce a Sfinților Mauriciu și Lazăr, 1869
  - Mare Cruce a Coroanei Italiei, 1869
- Japonia: Mare Cordon al Ordinului Crizantema, 7 mai 1880; Colan, 25 octombrie 1898[89]
- Ordinul Suveran Militar al Maltei: Mare Cruce de Onoare și Devotament[78]
- Mecklenburg-Strelitz: Cruce pentru Distincție în Război, Clasele I și II[90]
- Mexic: Mare Cruce a Vulturului Mexican, cu Colan, 1865[91]
- Modena: Mare Cruce a Vulturului de Este, 1856[92]
- Monaco: Mare Cruce a Sfântului Carol, 24 septembrie 1872[93]
- Muntenegru: Mare Cruce a Ordinului Prințul Danilo I[94]
- Nassau: Cavaler al Leului de Aur de Nassau, mai 1858[95]
- Olanda: Mare Cruce a Ordinului Militar Wilhelm, 21 iunie 1849[96]
- Oldenburg: Mare Cruce a Ordinului Ducelui Petru Frederic Ludovic, cu Coroană de Aur, 9 martie 1853[97]
- Parma: Mare Cruce Senatorială a Ordinului Constantin al Sfântului Gheorghe, cu Colan, 1849[98]
- Prusia:
  - Cavaler al Vulturului Negru, 14 august 1844; cu Colan, 1851[99]
  - Crucea Mare de Comandant a Ordinului Casei de Hohenzollern, 16 septembrie 1884[99]
  - Pour le Mérite (militar), cu Frunze de Stejar, 27 august 1914[100]
- România:
  - Colan al Ordinului Carol I, 1906[101]
  - Mare Cruce a Stelei României[82]
- Rusia: 
  - Cavaler al Sfântului Andrei, 30 decembrie 1845[102]
  - Cavaler al Sfântului Alexandru Nevski
  - Cavaler al Vulturului Alb
  - Cavaler al Sfintei Ana, Clasa I
  - Cavaler al Sfântului Gheorghe, Clasa a IV-a, 2 iulie 1849[103]
- Saxe-Weimar-Eisenach: Mare Cruce a Vulturului Alb, 1 octombrie 1857[104]
- Saxonia:
  - Cavaler al Coroanei de Rue, 1847[105]
  - Mare Cruce a Ordinului Militar Sfântul Henric
- Serbia:
  - Mare Cruce a Crucii Takovo[82]
  - Ordinul Miloš cel Mare, Clasa I
- Siam: Cavaler al Ordinului Casei Regale Chakri, 15 iulie 1891
- Spania: Mare Cruce a Ordinului Carol al III-lea, cu Colan, 10 mai 1875[106]
- Suedia-Norvegia:
  - Cavaler al Serafimului, cu Colan, 9 iulie 1850
  - Cavaler al Leului Norvegian, 5 aprilie 1904[107]
- Toscana: Mare Cruce a Sfântului Iosif[108]
- Cele Două Sicilii: Cavaler al Sfântului Ianuariu, 1848[109]
- Regatul Unit: 
  - Cavaler Străin al Jartierei, 14 august 1867 (revocat în 1915)[110]
  - Recipient al Lanțului Regal Victorian, 16 august 1904 (revocat în 1915)[111]
- Württemberg: Mare Cruce a Coroanei Württemberg, 1850[112]

#### Numiri onorifice
- General Onorific al Armatei Suedeze, 1888[113]
- Colonel-in-chief al 1st (The King's) Dragoon Guards, Armatei Britanice, 25 martie 1896 – 1914
- Colonel-in-chief al Regimentului de Grenadieri al Gărzii de Viață Kexholm, Armatei Ruse, până la 26 iunie 1914
- Colonel-in-chief al Regimentului 12 de Lănceri Belgorod, Armata Rusă, până la 26 iunie 1914
- Colonel-in-chief al 16th (Schleswig-Holstein) Hussars, Armatei Germane
- Colonel-in-chief al 122nd (Emperor Francis Joseph of Austria, King of Hungary (4th Württemberg) Fusiliers
- Feldmareșal al Armatei Britanice, 1 septembrie 1903 – 1914Standard Imperial (Din 1867 până în 1915)[114]

Standard Imperial (Din 1867 până în 1915)

#### Blazon și monogram
| Blazonul mic al lui Franz Joseph I | Monogramul Imperial |

### Moștenire

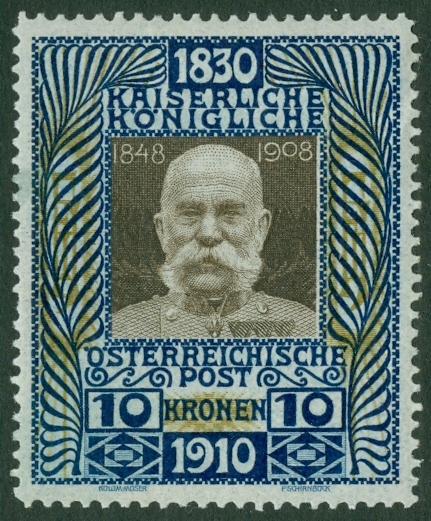
Timbru centenar

Țara Franz Josef din Arctica Rusă a fost numită în onoarea sa în 1873 de către Expediția Austro-Ungară la Polul Nord, care a raportat pentru prima dată descoperirea sa. Ghețarul Franz Josef din Insula de Sud a Noii Zeelande poartă, de asemenea, numele său.
Franz Joseph a fondat în 1872 Universitatea Francisc Iosif (maghiară: Ferenc József Tudományegyetem, română: Universitatea Francisc Iosif) în orașul Cluj-Napoca (la acea vreme parte a Austro-Ungariei sub numele de Kolozsvár). Universitatea a fost mutată la Szeged după ce Cluj a devenit parte a României, devenind Universitatea din Szeged.
În anumite zone, sărbătoriri sunt încă organizate în amintirea zilei de naștere a lui Franz Joseph. Festivalul Popoarelor Mitteleuropene are loc în fiecare an în jurul datei de 18 august și este o „întâlnire spontană, tradițională și frățească între popoarele țărilor Europei Centrale”. Evenimentul include ceremonii, întâlniri, muzică, cântece, dansuri, degustări de vin și mâncare, precum și costume tradiționale și folclor din Mitteleuropa.

## Portrete

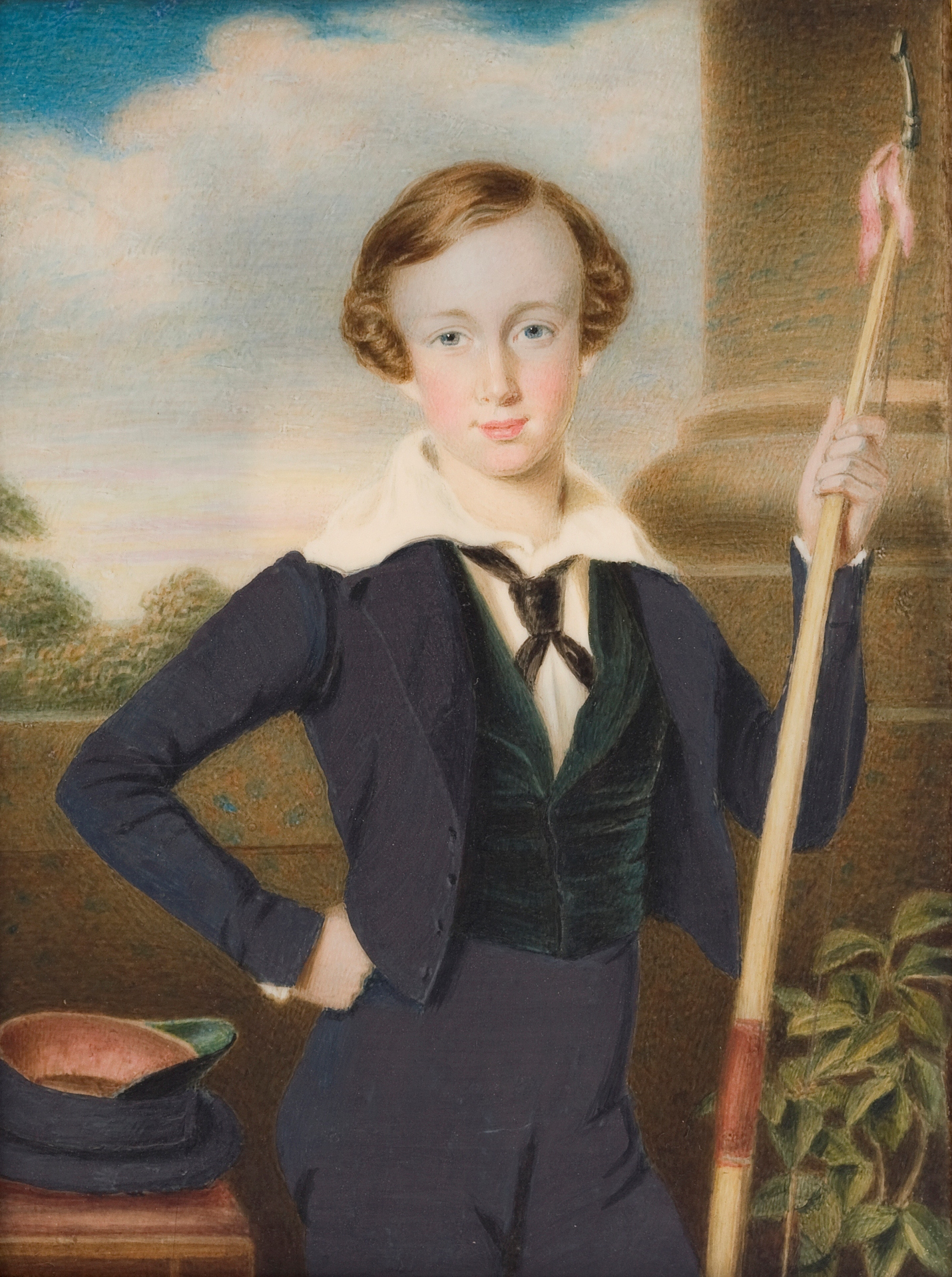
Arhiducele Franz Joseph Karl (1840)
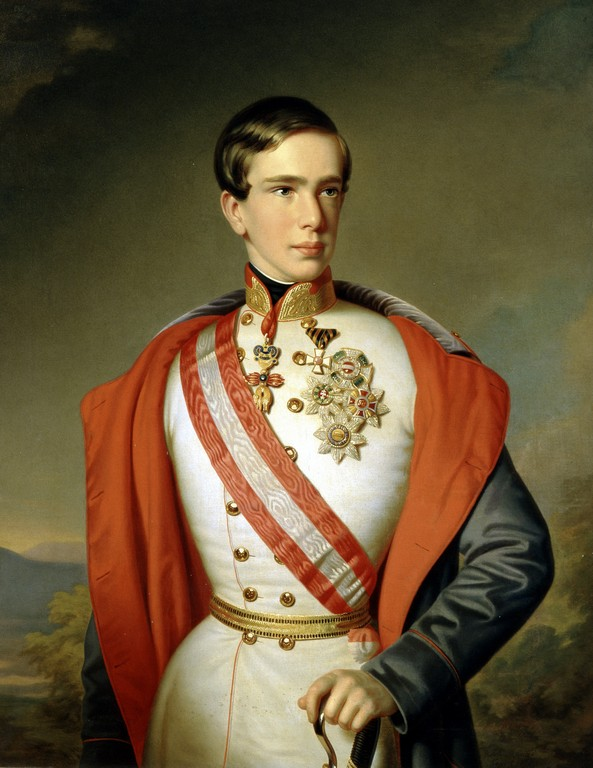
Franz Joseph I., în jurul anului 1851 (de Johann Ranzi)
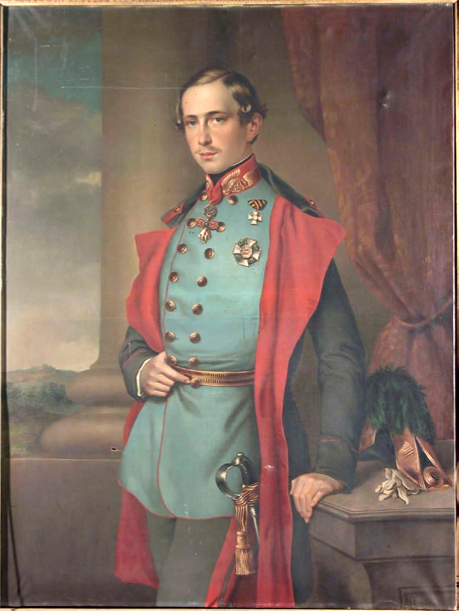
Franz Joseph I. la vârsta de 22 de ani, portret de Theodor Sockl (1852)
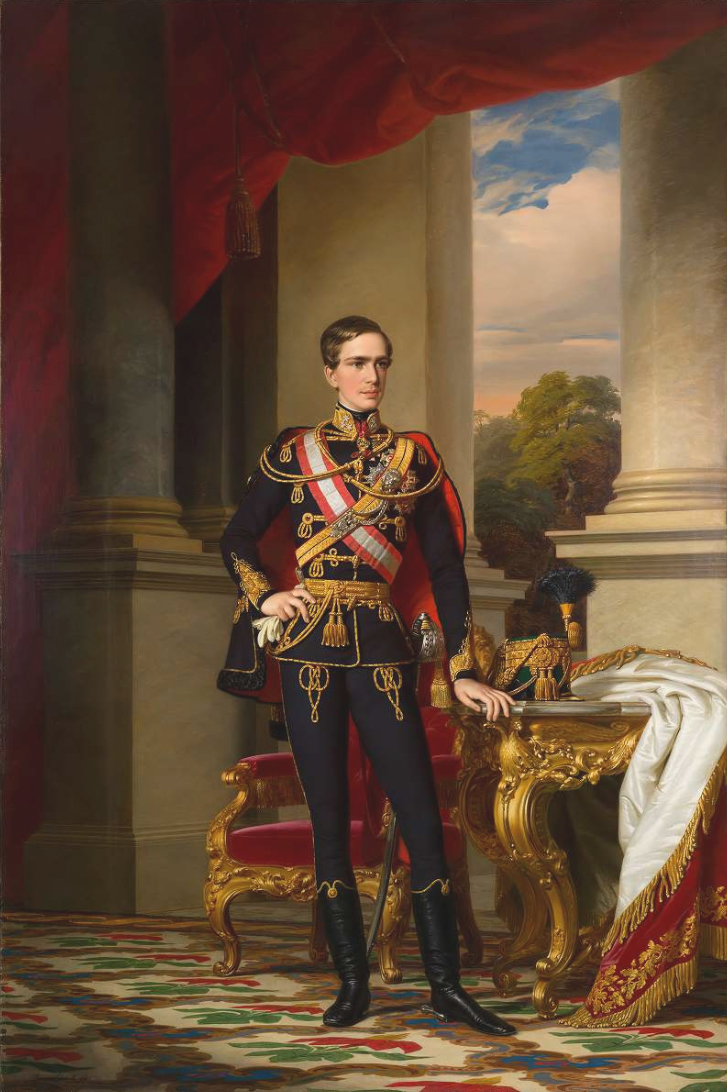
Franz Joseph I., în jurul anului 1853
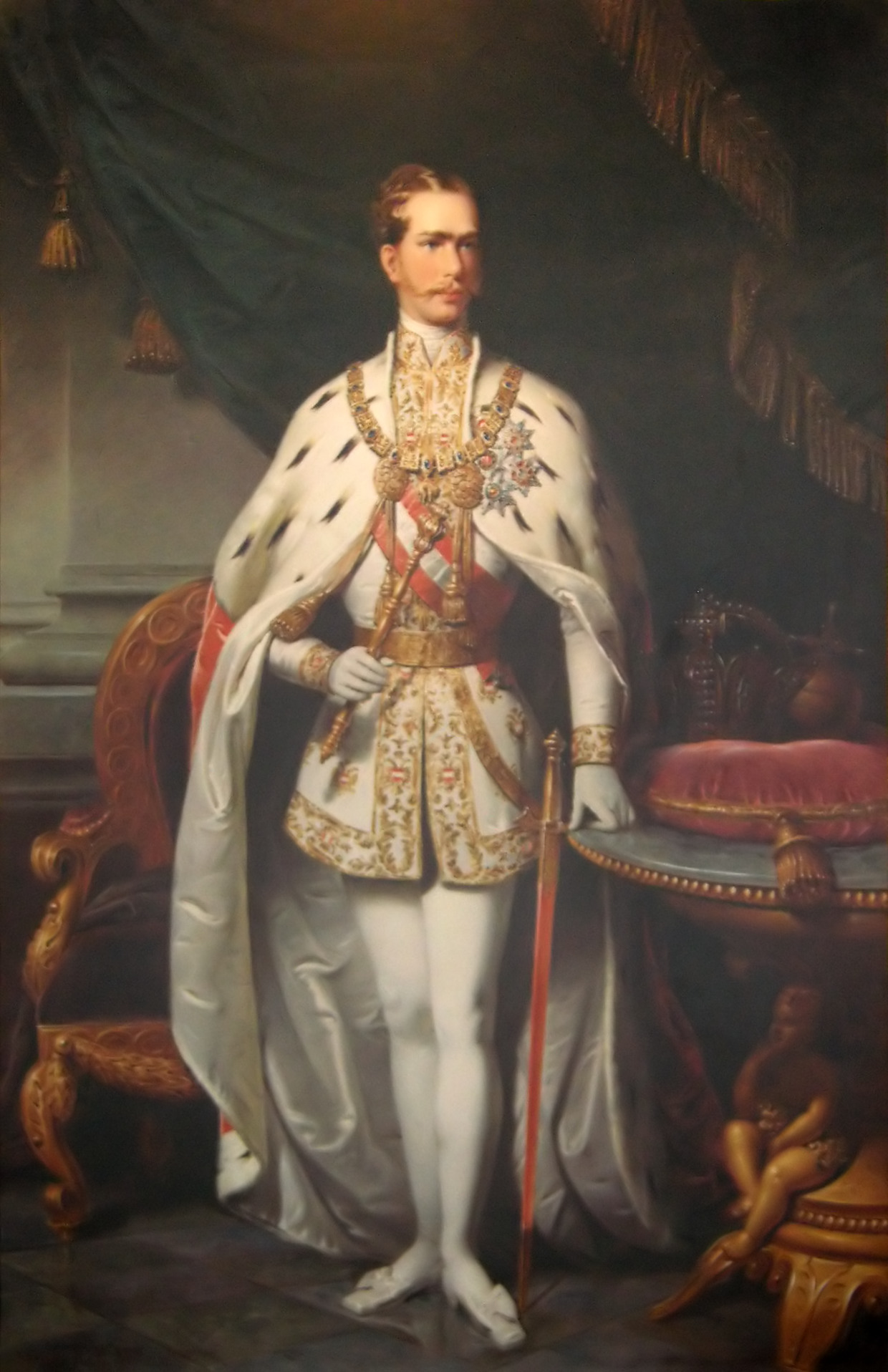
Franz Joseph I., în jurul anului 1859
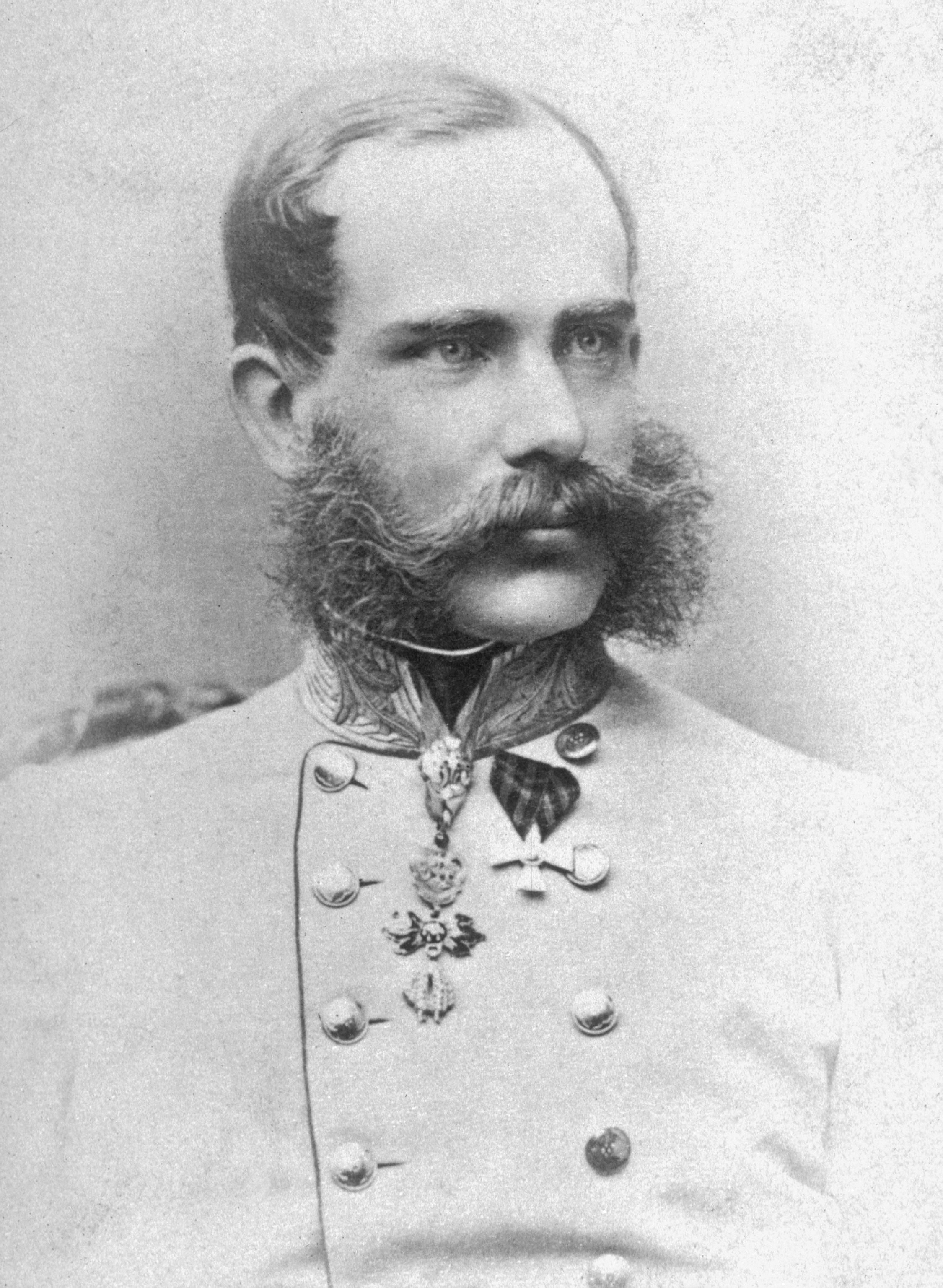
Franz Joseph I. la vârsta de 35 de ani (1865)
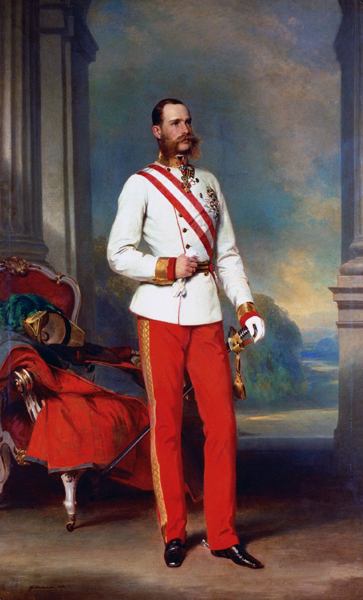
Franz Joseph I. în tinerețe (1865), pictură de Franz Xaver Winterhalter
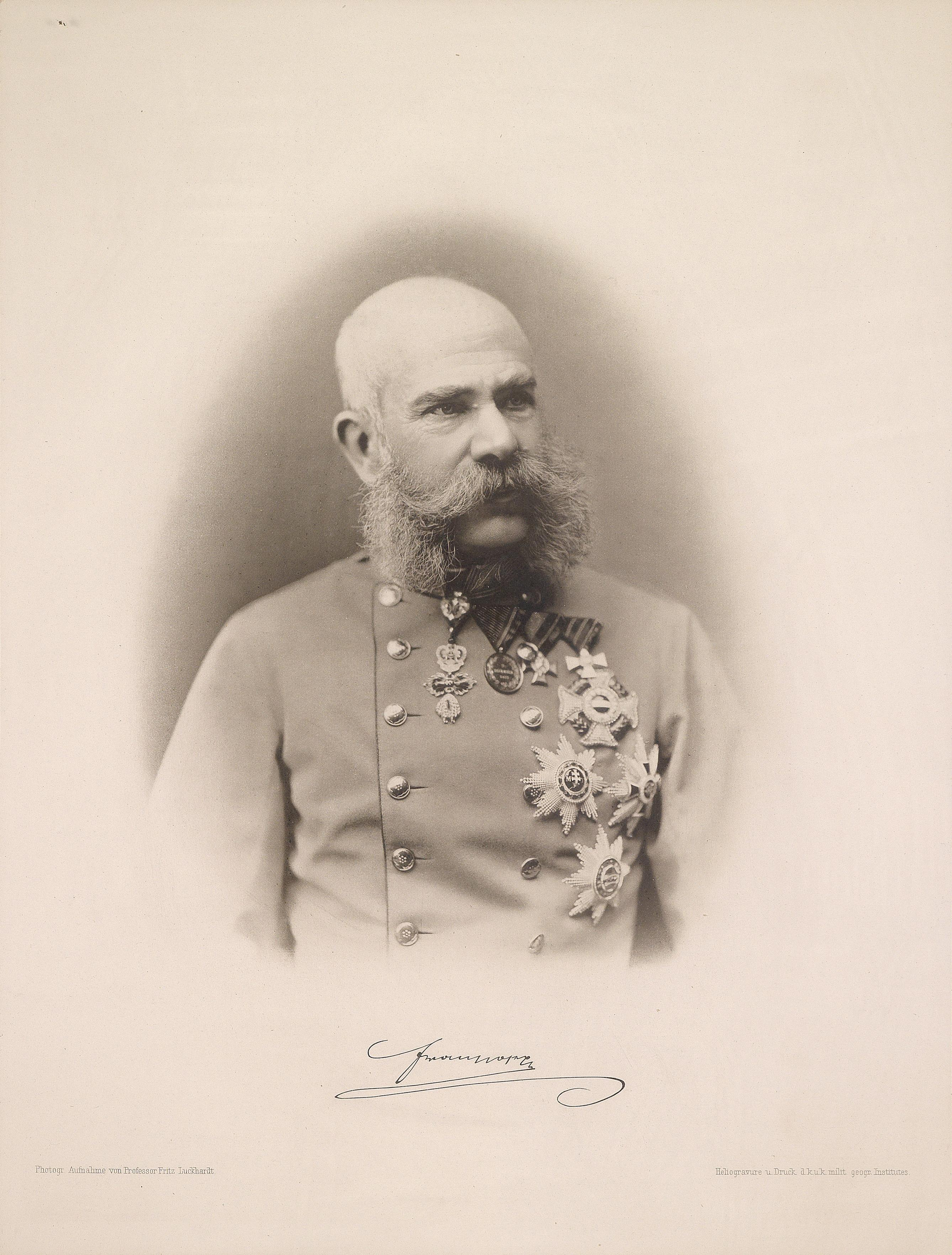
Franz Joseph, fotografie de Fritz Luckhardt în jurul anului 1894
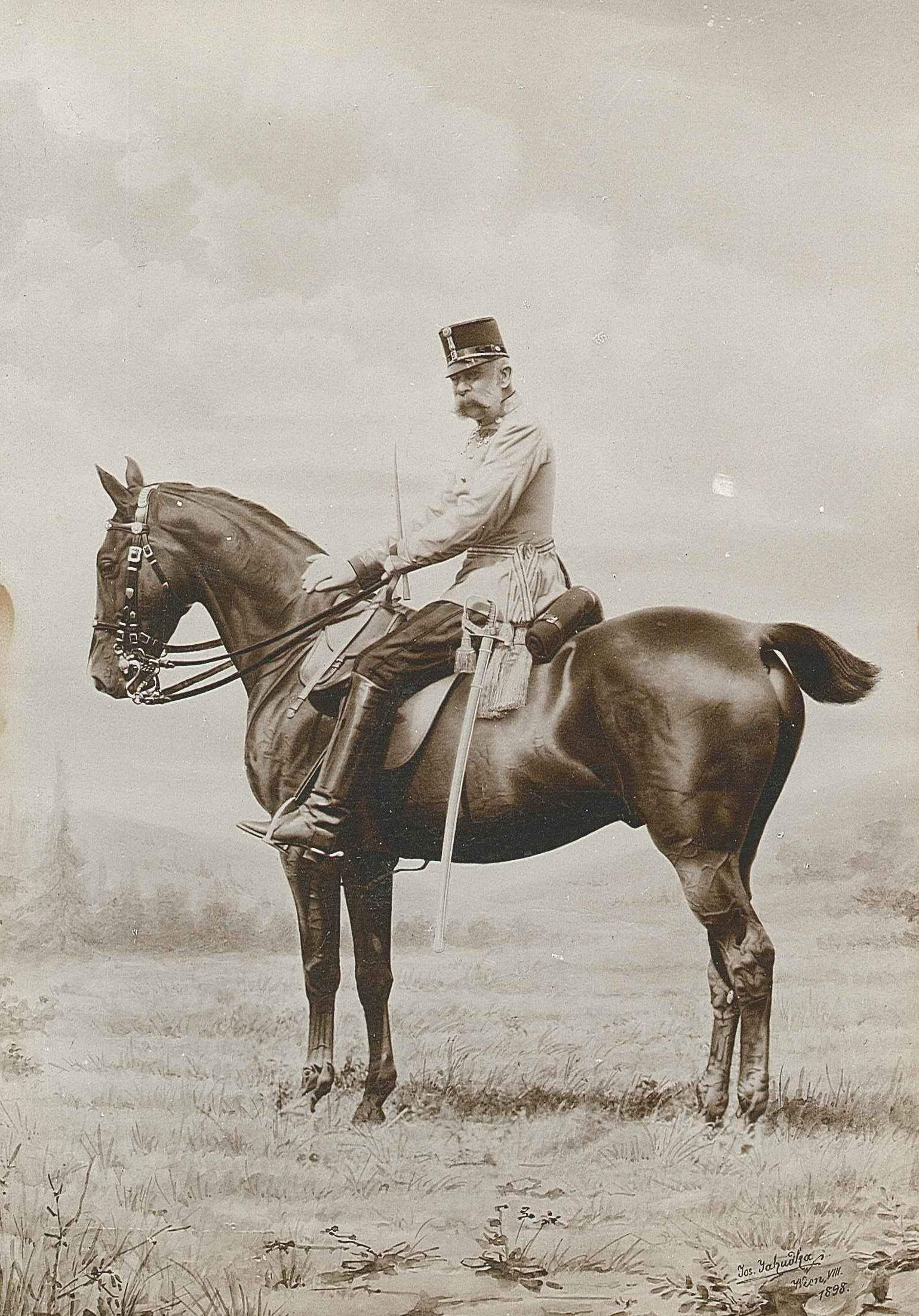
Împăratul Franz Joseph călare, 1898
Franz Joseph, portret de Philip de László, 1899
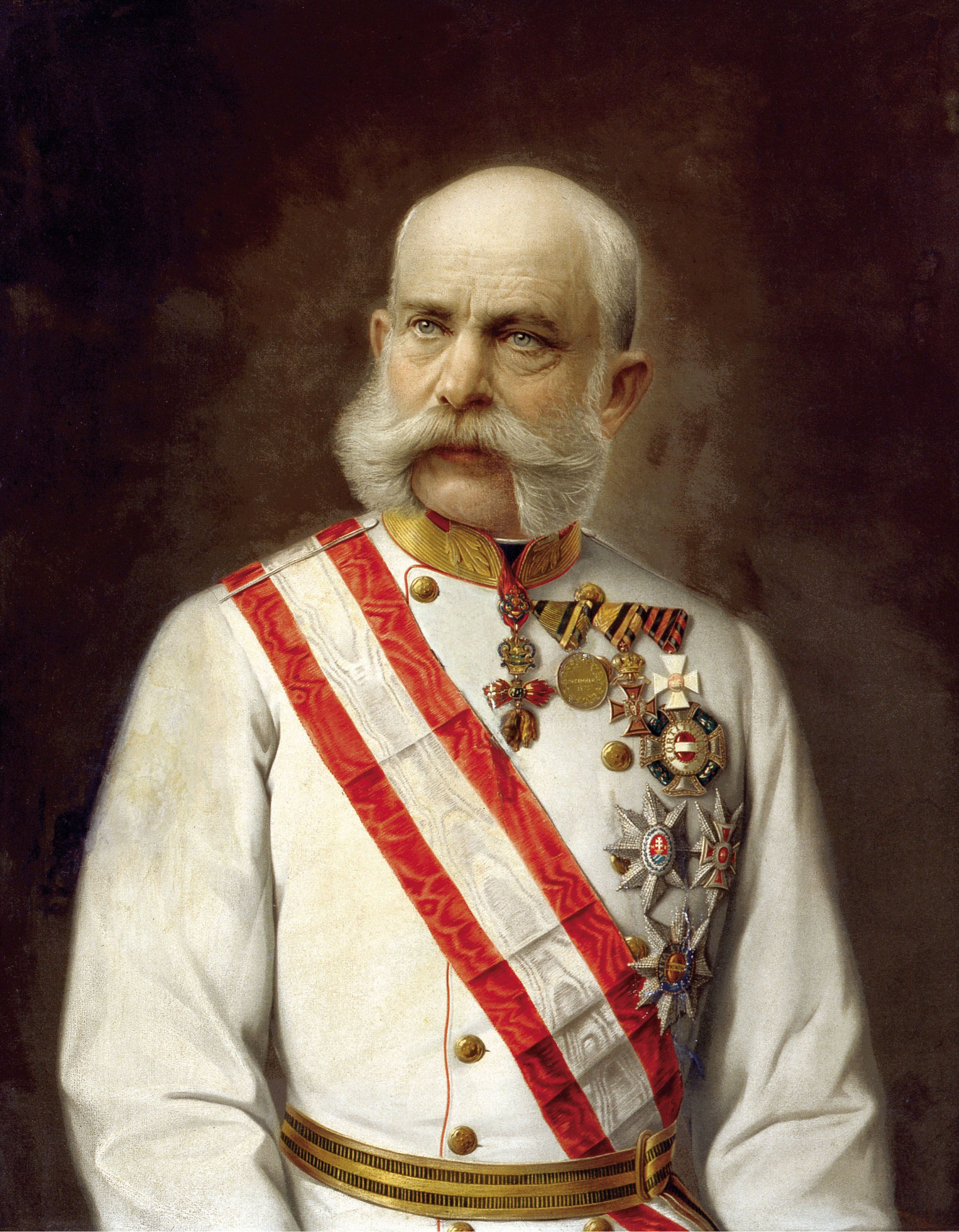
Franz Joseph I. în jurul anului 1910
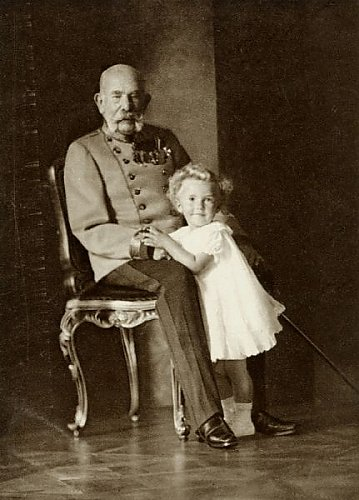
Franz Joseph (1830–1916) cu Arhiducele Otto (1912–2011)
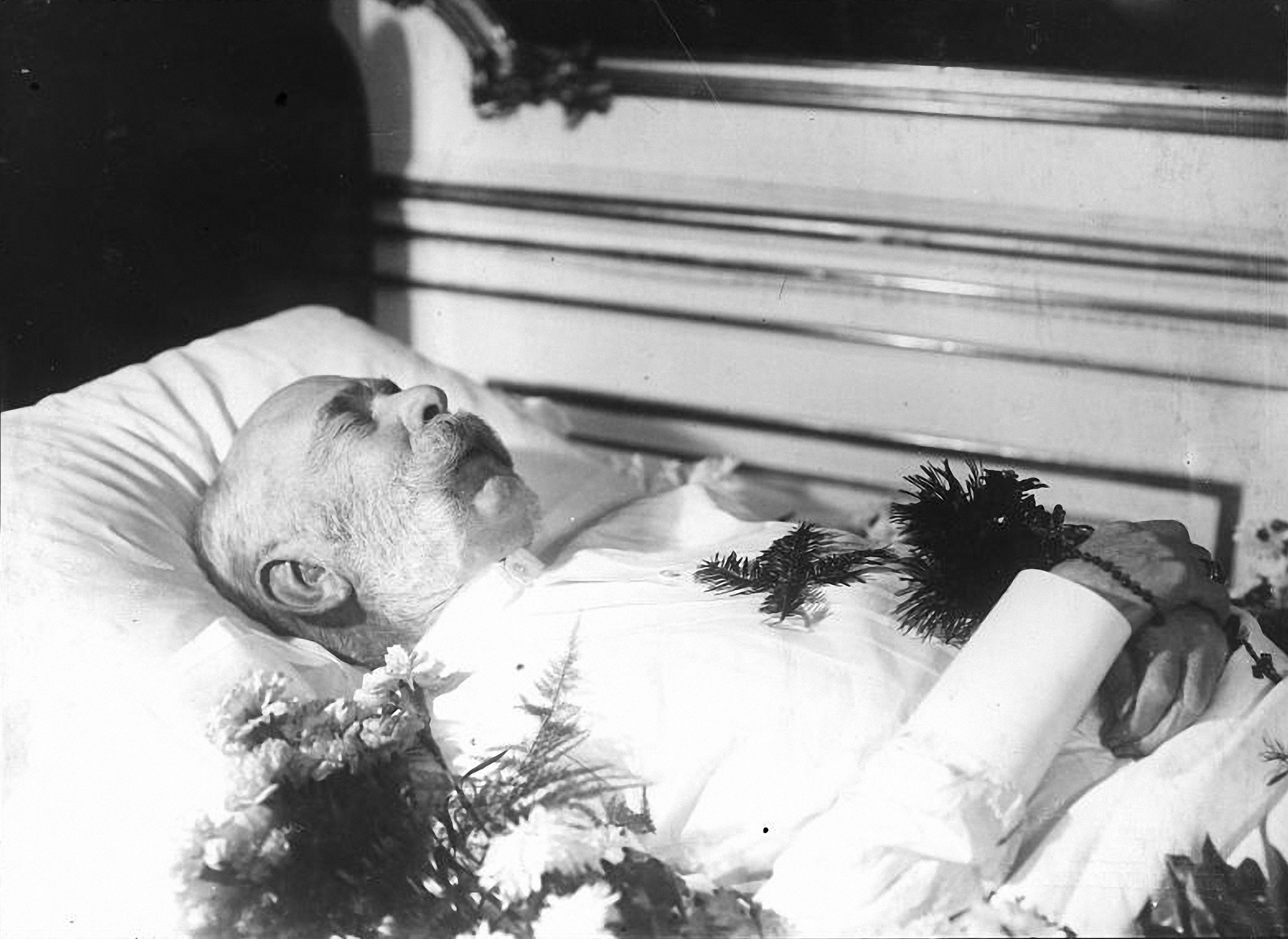
Franz Joseph pe patul de moarte